# Liste de batailles du Moyen Âge
Cette page donne une liste de batailles s'étant déroulées au Moyen Âge (période fixée arbitrairement pour les besoins de l'article de 477 à 1492). À cette époque, une bataille a aussi le sens d'une division de l'armée : tactiquement sur le champ de bataille, une armée était divisée en trois batailles qui correspondraient aux ailes (droite et gauche) et au centre.

## Afrique, Europe et Moyen-Orient

### Vesiècle
| Bataille                | Date(s) | Lieu                                 | Résumé                                       |
| ----------------------- | ------- | ------------------------------------ | -------------------------------------------- |
| Campagnes de Clovis Ier |         |                                      |                                              |
| Bataille de Soissons    | 486     | près de Soissons (Aisne, France)     | Victoire des Francs sur les Gallo-romains    |
| Bataille de Tolbiac     | 496     | Zülpich, près de Cologne (Allemagne) | Victoire décisive des Francs sur les Alamans |
| Bataille de Dijon       | 500     | près de Dijon (France)               | Victoire des Francs sur les Burgondes        |

### VIesiècle
| Bataille                                     | Date(s)             | Lieu                                      | Résumé                                                                   |
| -------------------------------------------- | ------------------- | ----------------------------------------- | ------------------------------------------------------------------------ |
| Campagnes de Clovis Ier                      |                     |                                           |                                                                          |
| Bataille de Vouillé                          | printemps 507       | Vouillé, Vienne (France)                  | Victoire décisive des Francs sur les Wisigoths                           |
| Siège d'Arles                                | 507-508             | Arles, Bouches-du-Rhône                   | Victoire des Ostrogoths et des Wisigoths sur les Francs et les Burgondes |
| Conquête de la Bretagne par les Anglo-Saxons |                     |                                           |                                                                          |
| Bataille de Netley                           | 508 ?               | Netley Marsh, Hampshire, Angleterre       | Victoire des Saxons sur les Bretons                                      |
| Bataille du Mont Badon                       | 516 ?               | ? (en Angleterre)                         | Victoire des Bretons sur les Saxons                                      |
| Bataille de Dyrham                           | 577                 | Dyrham, South Gloucestershire, Angleterre | Victoire des Saxons sur les Bretons                                      |
| Bataille de Catraeth                         | 600 ?               | Catterick, Angleterre                     | Victoire des Angles sur les Bretons                                      |
| Guerre de Burgondie                          |                     |                                           |                                                                          |
| Bataille de Vézeronce                        | 25 juin 524         | près de Morestel, Isère                   | Victoire des Burgondes sur les Francs                                    |
| Guerre d'Ibérie                              |                     |                                           |                                                                          |
| Bataille de Dara                             | 530                 | Dara, Turquie                             | Victoire de l'Empire byzantin sur les Sassanides                         |
| Bataille de Callinicum                       | 19 avril 531        | Ar-Raqqa, Syrie                           | Victoire des Sassanides sur l'Empire byzantin                            |
| Guerre des Vandales                          |                     |                                           |                                                                          |
| Bataille de l'Ad Decimum                     | 13 septembre 533    | au sud de Carthage, Tunisie               | Victoire de l'Empire byzantin sur les Vandales                           |
| Bataille de Tricamarum                       | 15 décembre 533     | à l'ouest de Carthage                     | Victoire de l'Empire byzantin sur les Vandales                           |
| Guerre des Goths (535-553)                   |                     |                                           |                                                                          |
| Siège de Rome                                | mars 537 - mars 538 | Rome, Italie                              | Victoire de l'Empire byzantin sur les Ostrogoths                         |
| Bataille de Sena Gallica                     | automne 551         | au large de Senigallia, Italie            | Victoire navale décisive de l'Empire byzantin sur les Ostrogoths         |
| Bataille de Taginae                          | juillet 552         | Gualdo Tadino, Italie                     | Victoire décisive de l'Empire byzantin sur les Ostrogoths                |
| Bataille du Vésuve                           | octobre 552         | Monts Lattari, Campanie, Italie           | Victoire de l'Empire byzantin sur les Ostrogoths                         |
| Bataille du Volturno                         | octobre 554         | rives du fleuve Volturno, Italie          | Victoire de l'Empire byzantin sur les Francs et les Alamans              |
| Révolte des Berbères                         |                     |                                           |                                                                          |
| Bataille de Sufétula                         | 544                 | Sbeïtla, Tunisie                          | Victoire des Berbères sur l'Empire byzantin                              |
| Guerres entre royaumes francs                |                     |                                           |                                                                          |
| Siège d'Arles                                | 570                 | Arles, Bouches-du-Rhône                   | Victoire du Royaume de Bourgogne sur l'Austrasie                         |
| ?                                            |                     |                                           |                                                                          |
| bataille de Mustiae-Calme                    | 571                 | Meyronnes, Alpes-de-Haute-Provence        | Victoire du royaume de Bourgogne sur les Saxons                          |
| Guerres entre Sassanides et Byzantins        |                     |                                           |                                                                          |
| Bataille d'Estoublon                         | 572                 | Estoublon, Alpes-de-Haute-Provence        | Victoire du royaume de Bourgogne sur les Lombards et les Saxons          |
| Guerres entre Sassanides et Byzantins        |                     |                                           |                                                                          |
| Bataille de Constantine                      | 581                 | ?                                         | Victoire de l'Empire byzantin sur les Sassanides                         |
| ?                                            |                     |                                           |                                                                          |
| Bataille du Mur de Thaldrök                  | 20 Hilghan 524      | Près de Fortifium                         | Défaite des troupes spéciales d'Helmgar et disparition d'Hélécanthe      |
| Bataille de Braga                            | 585                 | près de Braga, Portugal                   | Victoire des Wisigoths sur les Suèves                                    |

### VIIesiècle
| Bataille                                | Date(s)              | Lieu                                          | Résumé                                                                     |
| --------------------------------------- | -------------------- | --------------------------------------------- | -------------------------------------------------------------------------- |
| Unification de l'Angleterre             |                      |                                               |                                                                            |
| Bataille de Degsastan                   | 603                  | au sud de l'Écosse ?                          | Victoire de la Bernicie sur le Dal Riada                                   |
| Bataille de Hatfield Chase              | 12 octobre 633       | Hatfield Chase, près de Doncaster, Angleterre | Victoire du Royaume de Gwynedd et de la Mercie sur la Northumbrie          |
| Bataille de Heavenfield                 | 634                  | près de Hexham, Angleterre                    | Victoire de la Northumbrie sur le Royaume de Gwynedd                       |
| Bataille de Maserfield                  | 642                  | Oswestry, Angleterre                          | Victoire de la Mercie sur la Northumbrie                                   |
| Bataille de Winwaed                     | 15 novembre 655      | Cock Beck, Yorkshire, Angleterre              | Victoire de la Northumbrie sur la Mercie                                   |
| Guerres entre Royaumes Francs           |                      |                                               |                                                                            |
| Bataille d'Étampes                      | 604                  | Étampes, Essonne                              | Victoire des Royaumes de Bourgogne et d'Austrasie sur la Neustrie          |
| Bataille de Toul                        | mai 612              | Toul, Meurthe-et-Moselle                      | Victoire du Royaume de Bourgogne sur l'Austrasie                           |
| Bataille de Tolbiac                     | 612                  | Zülpich, Allemagne                            | Victoire décisive du Royaume de Bourgogne sur l'Austrasie                  |
| Bataille de Tertry                      | juin 687             | Tertry, Somme                                 | Victoire de l'Austrasie sur la Neustrie                                    |
| Batailles entre Arabes et Sassanides    |                      |                                               |                                                                            |
| Bataille de Dhi Qar                     | 611                  | Dhi Qar, Irak                                 | Victoire des Arabes sur les Sassanides                                     |
| Campagnes de Mahomet                    |                      |                                               |                                                                            |
| Bataille de Badr                        | 17 mars 624          | Badr, sud de Médine, Arabie saoudite          | Victoire de Mahomet sur les Quraychites                                    |
| Bataille de Uhud                        | 23 mars 625          | Mont Uhud, près de Médine                     | Victoire tactique des Quraychites sur Mahomet                              |
| Bataille du Fossé                       | 627                  | Médine                                        | Victoire de Mahomet sur les Quraychites et leurs alliés                    |
| Bataille de Khaybar                     | fin 628 ou début 629 | Khaybar, 150 km au nord de Médine             | Victoire de Mahomet sur les Juifs de Khaybar                               |
| Guerres entre empires perse et byzantin |                      |                                               |                                                                            |
| Siège de Constantinople                 | 626                  | Constantinople, Turquie                       | Victoire de l'Empire byzantin sur les Avars et les Sassanides              |
| Bataille de Ninive                      | 12 décembre 627      | près de Ninive, Irak                          | Victoire de l'Empire byzantin sur les Sassanides                           |
| Guerres arabo-byzantines                |                      |                                               |                                                                            |
| Bataille de Mu'ta                       | 629                  | près d'Al-Karak, Jordanie                     | Bataille indécise entre les Musulmans et l'Empire byzantin                 |
| Bataille d'Ajnadayn                     | 30 juillet 634       | au sud de Bet Shemesh, Israël                 | Victoire décisive du califat des Rachidoune sur l'Empire byzantin          |
| Bataille du Yarmouk                     | 15-20 août 636       | sur les bords du Yarmouk                      | Victoire décisive du califat des Rachidoune sur l'Empire byzantin          |
| Bataille d'Héliopolis                   | 6 juillet 640        | Héliopolis, Égypte                            | Victoire décisive du califat des Rachidoune sur l'Empire byzantin          |
| Bataille de Nikiou                      | 646                  | entre Alexandrie et Fostat, Égypte            | Victoire du califat des Rachidoune sur l'Empire byzantin                   |
| Bataille de Phoenix de Lycie            | 655                  | au large de Finike, Turquie                   | Victoire navale du califat des Rachidoune sur l'Empire byzantin            |
| Siège de Constantinople                 | 674-678              | Constantinople, Turquie                       | Victoire de l'Empire byzantin sur les Omeyyades                            |
| Conquête musulmane de la Perse          |                      |                                               |                                                                            |
| Bataille d'Oullaïs (en)                 | mai 633              | sur les rives de l'Euphrate, Irak             | Victoire du califat des Rachidoune sur les Sassanides                      |
| Bataille de Firaz                       | janvier 634          | Firaz, Irak                                   | Victoire du califat des Rachidoune sur les Sassanides et l'Empire byzantin |
| Bataille du Pont                        | octobre 634          | sur l'Euphrate, près de Koufa, Irak           | Victoire des Sassanides sur le califat des Rachidoune                      |
| Bataille d'al-Qadisiyya                 | 16-19 novembre 636   | Al-Qadisiyya, Irak                            | Victoire décisive du califat des Rachidoune sur les Sassanides             |
| Bataille de Nahavand                    | 642                  | Nahavand, Iran                                | Victoire décisive du califat des Rachidoune sur les Sassanides             |
| Première guerre civile musulmane        |                      |                                               |                                                                            |
| Bataille du Chameau                     | décembre 656         | près de Bassorah, Irak                        | Victoire du califat des Rachidoune sur les partisans d'Aïcha               |
| Bataille de Siffin                      | juillet 657          | près d'Ar-Raqqa, Syrie                        | Bataille indécise entre le califat des Rachidoune et les Omeyyades         |
| Guerres entre Bulgares et Byzantins     |                      |                                               |                                                                            |
| Bataille d'Ongal                        | été 680              | plaine d'Ongal, sud de l'Ukraine              | Victoire décisive des Bulgares sur l'Empire byzantin                       |
| ?                                       |                      |                                               |                                                                            |
| Bataille de Nechtansmere                | 20 mai 685           | ? en Écosse                                   | Victoire des Pictes sur la Northumbrie                                     |

### VIIIesiècle
| Bataille                                    | Date(s)               | Lieu                                               | Résumé                                                                   |
| ------------------------------------------- | --------------------- | -------------------------------------------------- | ------------------------------------------------------------------------ |
| Guerres entre Bulgares et Byzantins         |                       |                                                    |                                                                          |
| Bataille d'Anchialos                        | 708                   | près de Pomorie, province de Bourgas (Bulgarie)    | Victoire des Bulgares sur l'Empire byzantin                              |
| Bataille d'Anchialos                        | 30 juin 763           | près de Pomorie, province de Bourgas (Bulgarie)    | Victoire de l'Empire byzantin sur les Bulgares                           |
| Bataille de Lithosoria                      | octobre 773           | Berzitia, Macédoine                                | Victoire de l'Empire byzantin sur les Bulgares                           |
| Bataille de Markelai                        | 792                   | près de Karnobat, province de Bourgas (Bulgarie)   | Victoire des Bulgares sur l'Empire byzantin                              |
| Conquête musulmane de la péninsule Ibérique |                       |                                                    |                                                                          |
| Bataille de Guadalete                       | 19 juillet 711        | en Andalousie                                      | Victoire décisive des Omeyyades sur les Wisigoths                        |
| Bataille de Covadonga                       | été 722               | Pics d'Europe, Cordillère Cantabrique (Espagne)    | Victoire des Asturiens sur les Omeyyades                                 |
| Bataille de Burbia                          | 791                   | près de la rivière Burbia, dans le Bierzo, Espagne | Victoire des Omeyyades de Cordoue sur les Asturiens                      |
| Guerres entre Royaumes Francs               |                       |                                                    |                                                                          |
| Bataille de l'Amblève                       | 716                   | Amblève, Belgique                                  | Victoire de l'Austrasie sur la Neustrie                                  |
| Bataille de Vinchy                          | 717                   | Les Rues-des-Vignes, Nord                          | Victoire de l'Austrasie sur la Neustrie                                  |
| Guerres arabo-byzantines                    |                       |                                                    |                                                                          |
| Siège de Constantinople                     | 717-718               | Constantinople, Turquie                            | Victoire décisive de l'Empire byzantin et des Bulgares sur les Omeyyades |
| Siège de Nicée                              | 727                   | Nicée, Turquie                                     | Victoire de l'Empire byzantin sur les Omeyyades                          |
| Bataille d'Akroinon                         | 739                   | Afyonkarahisar, Turquie                            | Victoire décisive de l'Empire byzantin sur les Omeyyades                 |
| Siège de Kamacha                            | 766                   | Kamacha, Turquie                                   | Victoire de l'Empire byzantin sur les Abbassides                         |
| Bataille de Germanicia                      | 778                   | Kahramanmaraș, Turquie                             | Victoire de l'Empire byzantin sur les Abbassides                         |
| Invasion abbasside de l'Asie Mineure        | 782                   | Asie Mineure                                       | Victoire des Abbassides sur l'Empire byzantin                            |
| Bataille de Kopidnadon                      | 788                   | Kopidnadon, Turquie                                | Victoire des Abbassides sur l'Empire byzantin                            |
| Invasion musulmane de la France             |                       |                                                    |                                                                          |
| Bataille de Toulouse                        | 9 juin 721            | Toulouse (France)                                  | Victoire des Francs sur les Omeyyades                                    |
| Bataille de Bordeaux                        | 732                   | près de Bordeaux, sur la Garonne                   | Victoire des Omeyyades sur les Francs                                    |
| Bataille de Poitiers                        | 25 octobre 732        | entre Tours et Poitiers                            | Victoire décisive des Francs sur les Omeyyades                           |
| Bataille de la Berre                        | 737                   | près de l'Étang de Bages-Sigean, Aude              | Victoire des Francs sur les Omeyyades                                    |
| Révolte des Berbères                        |                       |                                                    |                                                                          |
| Bataille de Oued Sebou                      | octobre 741           | Oued Sebou, Maroc                                  | Victoire des Berbères Kharidjites sur les Omeyyades                      |
| ?                                           |                       |                                                    |                                                                          |
| Bataille de Bagrévand                       | 25 avril 772 (ou 775) | près d'Erzurum, Turquie                            | Victoire des Abbassides sur les Arméniens                                |
| Guerres de Saxe                             |                       |                                                    |                                                                          |
| Bataille de Brunesberg                      | 775                   | sur les bords du Weser, Allemagne                  | Victoire des Francs sur les Saxons                                       |
| ?                                           |                       |                                                    |                                                                          |
| Bataille de Roncevaux                       | 15 août 778           | Col de Roncevaux, Pyrénées                         | Victoire des Vascons sur les Francs                                      |
| ?                                           |                       |                                                    |                                                                          |
| Bataille du bois des Héros                  | 800 ?                 | entre Saintes et Taillebourg                       | Victoire des Francs sur les Omeyyades de Cordoue                         |

### IXesiècle
| Bataille                             | Date(s)         | Lieu                                         | Résumé                                                                           |
| ------------------------------------ | --------------- | -------------------------------------------- | -------------------------------------------------------------------------------- |
| Guerres entre Bulgares et Byzantins  |                 |                                              |                                                                                  |
| Siège de Serdica                     | printemps 809   | Sofia, Bulgarie                              | Victoire des Bulgares sur l'Empire byzantin                                      |
| Bataille de Pliska                   | 26 juillet 811  | près de Pliska, Bulgarie                     | Victoire décisive des Bulgares sur l'Empire byzantin                             |
| Bataille de Versinikia               | 22 juin 813     | près d'Edirne (Turquie)                      | Victoire décisive des Bulgares sur l'Empire byzantin                             |
| Bataille de Bulgarophygon            | 7 juin 896      | Babaeski, province de Kirklareli (Turquie)   | Victoire décisive des Bulgares sur l'Empire byzantin                             |
| Unification de l'Angleterre          |                 |                                              |                                                                                  |
| Bataille d'Ellendune                 | 825             | près de Swindon, Wiltshire (Angleterre)      | Victoire du Wessex sur la Mercie                                                 |
| Guerre civile carolingienne          |                 |                                              |                                                                                  |
| Bataille de Fontenoy-en-Puisaye      | 25 juin 841     | Fontenoy, Yonne                              | Victoire de Charles le Chauve et Louis le Germanique sur Lothaire Ier            |
| Guerre entre Francs et Bretons       |                 |                                              |                                                                                  |
| Bataille de Messac                   | 843             | Messac, Ille-et-Vilaine                      | Victoire des Francs sur les Bretons                                              |
| Bataille de Blain                    | 24 mai 843      | Blain, Loire-Atlantique                      | Victoire des Bretons sur les Francs                                              |
| Bataille de Ballon                   | 22 novembre 845 | Bains-sur-Oust, Ille-et-Vilaine              | Victoire des Bretons sur les Francs                                              |
| Bataille de Jengland                 | 22 août 851     | Grand-Fougeray, Ille-et-Vilaine              | Victoire des Bretons sur les Francs                                              |
| Reconquista                          |                 |                                              |                                                                                  |
| Bataille d'Albelda                   | 859             | Albelda, Espagne                             | Victoire des Asturiens sur les Omeyyades de Cordoue                              |
| Raids et invasions vikings           |                 |                                              |                                                                                  |
| Siège de Paris                       | 845             | Paris, France                                | Victoire des Vikings sur les Francs                                              |
| Bataille de Brissarthe               | 2 juillet 866   | Brissarthe, Maine-et-Loire                   | Bataille indécise entre Francs et Vikings                                        |
| Bataille de Reading                  | 4 janvier 871   | Reading, Berkshire (Angleterre)              | Victoire des Vikings sur le Wessex                                               |
| Bataille d'Ashdown                   | 8 janvier 871   | dans le Berkshire, Angleterre                | Victoire du Wessex sur les Vikings                                               |
| Bataille d'Ethandun                  | mai 878         | dans le Wiltshire ou le Somerset, Angleterre | Victoire décisive du Wessex sur les Vikings                                      |
| Bataille de Thiméon                  | février 880     | près de Charleroi, Belgique                  | Victoire des Francs sur les Vikings                                              |
| Bataille de Saucourt-en-Vimeu        | 3 août 881      | entre Valines et Fressenneville, Somme       | Victoire des Francs sur les Vikings                                              |
| Siège de Paris                       | 885-886         | Paris, France                                | les Vikings lèvent le siège lorsque Charles III le Gros leur verse un tribut     |
| Bataille de Montfaucon en Argonne    | 24 juin 888     | Montfaucon-d'Argonne, Meuse                  | Victoire des Francs sur les Vikings                                              |
| Bataille de Louvain                  | 891             | Louvain, Belgique                            | Victoire des Francs sur les Vikings                                              |
| Guerres arabo-byzantines             |                 |                                              |                                                                                  |
| Bataille de Krasos                   | 802             | Krasos, Asie Mineure                         | Victoire des Abbassides sur l'Empire byzantin                                    |
| Invasion abbasside de l'Asie Mineure | 806             | Asie Mineure                                 | Victoire des Abbassides sur l'Empire byzantin                                    |
| Bataille d'Anzen                     | 22 juillet 838  | Anzen (aujourd'hui Dazman), Turquie          | Victoire des Abbassides sur l'Empire byzantin                                    |
| Sac d'Amorium                        | août 838        | Amorium, Turquie                             | Victoire des Abbassides sur l'Empire byzantin                                    |
| Bataille du Mauropotamos             | 844             | Asie Mineure, Turquie                        | Victoire des Abbassides sur l'Empire byzantin                                    |
| Bataille de Poson                    | 3 septembre 863 | rivière Lalakaon, Paphlagonie                | Victoire décisive de l'Empire byzantin sur les Abbassides                        |
| Bataille de Bathys Ryax              | 872 ou 878      | Bathys Ryax, près de Sivas (Turquie)         | Victoire décisive de l'Empire byzantin sur les Abbassides                        |
| Bataille des Portes ciliciennes      | 878             | Portes de Cilicie, Turquie                   | Victoire décisive de l'Empire byzantin sur les Abbassides                        |
| Guerres entre Royaumes Francs        |                 |                                              |                                                                                  |
| Bataille d'Andernach                 | 876             | près de Coblence (Allemagne)                 | Victoire de la Francie orientale sur la Francie occidentale                      |
| Bataille d'Attigny                   | 880             | Attigny, Ardennes                            | Victoire des Royaumes francs occidentaux et orientaux sur le Royaume de Provence |
| Siège de Vienne                      | 880             | Vienne, Isère                                | Victoire des Royaumes francs occidentaux et orientaux sur le Royaume de Provence |

### Xesiècle
| Bataille                                               | Date(s)           | Lieu                                            | Résumé                                                                                           |
| ------------------------------------------------------ | ----------------- | ----------------------------------------------- | ------------------------------------------------------------------------------------------------ |
| Raids et invasions vikings                             |                   |                                                 |                                                                                                  |
| Bataille de Tettenhall                                 | 5 août 910        | Wolverhampton, Angleterre                       | Victoire décisive du Wessex et de la Mercie sur les Vikings                                      |
| Bataille de Brunanburh                                 | 937               | sud de l'Écosse ou nord de l'Angleterre         | Victoire décisive du Wessex sur les Vikings de Dublin, les Écossais et le Royaume de Strathclyde |
| Bataille de Trans                                      | 1er août 939      | Trans-la-Forêt, Ille-et-Vilaine                 | Victoire des Bretons sur les Vikings                                                             |
| Bataille de Taller                                     | 982 ou 983        | Taller, Landes                                  | Victoire du duc Guillaume Sanche de Gascogne sur les Vikings                                     |
| Bataille de Maldon                                     | 10 août 991       | Maldon, Angleterre                              | Victoire des Vikings sur les Anglo-Saxons                                                        |
| Bataille de Glenmama                                   | 30 décembre 999   | près de Dunlavin, Comté de Wicklow (Irlande)    | Victoire des Royaumes de Mide et du Munster sur les Vikings de Dublin et le Leinster             |
| Guerres entre Bulgares et Byzantins                    |                   |                                                 |                                                                                                  |
| Bataille d'Anchialos                                   | 20 août 917       | près de Pomorie, province de Bourgas (Bulgarie) | Victoire décisive des Bulgares sur l'Empire byzantin                                             |
| Bataille de Thessalonique                              | 996               | près de Thessalonique, Grèce                    | Victoire des Bulgares sur l'Empire byzantin                                                      |
| Guerre bulgaro-croate                                  |                   |                                                 |                                                                                                  |
| Bataille des montagnes bosniaques                      | 926               | près de la Drina, Bosnie-Herzégovine            | Victoire décisive des Croates sur les Bulgares                                                   |
| Reconquista                                            |                   |                                                 |                                                                                                  |
| Bataille de Simancas                                   | 939               | Simancas, Espagne                               | Victoire des Royaumes de León et de Pampelune sur les Omeyyades de Cordoue                       |
| Guerres entre Rus' et Byzantins                        |                   |                                                 |                                                                                                  |
| Bataille du Bosphore                                   | 941               | dans le Bosphore                                | Victoire navale de l'Empire byzantin sur la Rus' de Kiev                                         |
| Bataille d'Arcadiopolis                                | 970               | Luleburgaz, Turquie                             | Victoire de l'Empire byzantin sur la Rus' de Kiev                                                |
| Bataille de Preslav                                    | 4 avril 971       | Preslav, Bulgarie                               | Victoire de l'Empire byzantin sur la Rus' de Kiev                                                |
| Bataille de Dorystolon                                 | avril-juillet 971 | Silistra, Bulgarie                              | Victoire de l'Empire byzantin sur la Rus' de Kiev                                                |
| ?                                                      |                   |                                                 |                                                                                                  |
| Bataille de Rouen                                      | 946               | Rouen (France)                                  | Victoire des Normands sur les Francs                                                             |
| Invasions Magyares                                     |                   |                                                 |                                                                                                  |
| Bataille du Lechfeld                                   | 10 août 955       | près d'Augsbourg, Bavière                       | Victoire décisive du Royaume de Germanie sur les Magyars                                         |
| Guerres arabo-byzantines                               |                   |                                                 |                                                                                                  |
| Bataille de Marach                                     | 953               | Marach, Turquie                                 | Victoire des Hamdanides sur l'Empire byzantin                                                    |
| Bataille de Raban                                      | 958               | Raban, Syrie                                    | Victoire de l'Empire byzantin sur les Hamdanides                                                 |
| Bataille d'Andrassos                                   | 960               | Andrassos, Monts Taurus                         | Victoire décisive de l'Empire byzantin sur les Hamdanides                                        |
| Bataille d'Adana                                       | été 963           | près d'Adana, Turquie                           | Victoire de l'Empire byzantin sur les Hamdanides                                                 |
| Bataille des gués de l'Oronte                          | 15 septembre 994  | près d'Apamée, Syrie                            | Victoire des Fatimides sur l'Empire byzantin                                                     |
| ?                                                      |                   |                                                 |                                                                                                  |
| Bataille de Cedynia                                    | 24 juin 972       | Cedynia, Pologne                                | Victoire des Polonais sur les Saxons                                                             |
| ?                                                      |                   |                                                 |                                                                                                  |
| Bataille de Tourtour                                   | 973               | Tourtour, Var                                   | Victoire des Provençaux sur des pirates Sarrasins                                                |
| ?                                                      |                   |                                                 |                                                                                                  |
| Bataille de Soissons                                   | 978               | près de Soissons (Aisne, France)                | Victoire des Francs sur le Saint-Empire romain germanique                                        |
| ?                                                      |                   |                                                 |                                                                                                  |
| Bataille du cap Colonne                                | 14 juillet 982    | Cap Colonna, Italie                             | Victoire de l'Émirat de Sicile sur le Saint-Empire romain germanique et ses alliés Lombards      |
| ?                                                      |                   |                                                 |                                                                                                  |
| Bataille du détroit de Hjörung                         | 986 ?             | au large du Comté de Møre og Romsdal, Norvège   | Victoire navale des Norvégiens sur les Jomsvikings                                               |
| Conflits issus de la révolte du comte Eudes I de Blois |                   |                                                 |                                                                                                  |
| Bataille de Conquereuil                                | 27 juin 992       | Conquereuil, Loire-Atlantique                   | Victoire des Angevins sur les Bretons                                                            |
| Bataille d'Orsay                                       | 993               | Orsay, Essonne                                  | Victoire de Bouchard le Vénérable                                                                |
| ?                                                      |                   |                                                 |                                                                                                  |
| Bataille de Svolder                                    | 9 septembre 1000  | près de Rügen, Mer Baltique                     | Victoire navale des Jarls de Lade, des Suédois et des Danois sur les Norvégiens                  |

### XIesiècle
| Bataille                                    | Date(s)                        | Lieu                                                      | Résumé                                                                                |
| ------------------------------------------- | ------------------------------ | --------------------------------------------------------- | ------------------------------------------------------------------------------------- |
| Raids et invasions vikings                  |                                |                                                           |                                                                                       |
| Bataille du Val de Saire                    | 1001                           | Val de Saire, Manche                                      | Victoire des Normands sur les Anglo-Saxons                                            |
| Bataille de Clontarf                        | 23 avril 1014                  | Clontarf, au nord de Dublin                               | Victoire du Royaume du Munster sur les Vikings de Dublin et leurs alliés du Leinster  |
| Bataille d'Assandun                         | 18 octobre 1016                | Ashingdon, Angleterre                                     | Victoire décisive des Danois sur les Anglo-Saxons                                     |
| Guerres entre Bulgares et Byzantins         |                                |                                                           |                                                                                       |
| Bataille de la Passe de Kleidion            | 29 juillet 1014                | Passe de Kleidion, province de Blagoevgrad, Bulgarie      | Victoire décisive de l'Empire byzantin sur les Bulgares                               |
| Bataille de Bitola                          | automne 1015                   | Bitola, République de Macédoine                           | Victoire des Bulgares sur l'Empire byzantin                                           |
| Bataille de Thessalonique                   | 1040                           | Thessalonique, Grèce                                      | Victoire de l'Empire byzantin sur les Bulgares                                        |
| Bataille d'Ostrovo                          | 1041                           | près du lac d'Ostrovo (District régional de Pella, Grèce) | Victoire de l'Empire byzantin sur les Bulgares                                        |
| Guerres arabo-byzantines                    |                                |                                                           |                                                                                       |
| Bataille d'Azaz                             | août 1030                      | Azaz, Syrie                                               | Victoire des Mirdassides sur l'Empire byzantin                                        |
| Guerre civile de Norvège                    |                                |                                                           |                                                                                       |
| Bataille de Nesjar                          | 1015 ou 1016                   | au large du Comté de Vestfold, Norvège                    | Victoire navale d'Olaf Haraldsson sur Svein Håkonsson                                 |
| Bataille de Stiklestad                      | 29 juillet 1030                | Stiklestad (Verdal, Norvège)                              | Victoire des Norvégiens païens du nord sur les Norvégiens chrétiens du sud            |
| ?                                           |                                |                                                           |                                                                                       |
| Bataille de Carham                          | 1018                           | sur les rives de la Tweed, Écosse                         | Victoire des Écossais sur la Northumbrie                                              |
| Guerre byzantino-géorgienne                 |                                |                                                           |                                                                                       |
| Bataille de Shirimni                        | 11 septembre 1021              | au nord de Kars, Turquie                                  | Victoire de l'Empire byzantin sur les Géorgiens                                       |
| Guerres entre Rus' et Byzantins             |                                |                                                           |                                                                                       |
| Bataille de Lemnos                          | 1024                           | Lemnos, Grèce                                             | Victoire navale de l'Empire byzantin sur la Rus' de Kiev                              |
| ?                                           |                                |                                                           |                                                                                       |
| Bataille de l'Helgea                        | 1026                           | au large de l'Uppland ou de la Scanie                     | Victoire navale des Danois sur les Suédois et les Norvégiens                          |
| ?                                           |                                |                                                           |                                                                                       |
| Bataille de Dandanakan                      | mai 1040                       | au sud-ouest de Mary, Turkménistan                        | Victoire des Seldjoukides sur les Ghaznévides                                         |
| ?                                           |                                |                                                           |                                                                                       |
| Bataille de Nouy                            | 1044                           | Saint-Martin-le-Beau, Indre-et-Loire                      | Victoire des Angevins sur le Comté de Blois                                           |
| ?                                           |                                |                                                           |                                                                                       |
| Bataille du Val-ès-Dunes                    | 10 août 1047                   | Chicheboville, Calvados                                   | Victoire de Guillaume le Conquérant et des Français sur les barons normands révoltés  |
| Guerres turco-byzantines                    |                                |                                                           |                                                                                       |
| Bataille de Kapetrou                        | septembre 1048                 | près d'Erzurum, Turquie                                   | Bataille indécise entre l'Empire byzantin et ses alliés Géorgiens et les Seldjoukides |
| Bataille d'Iconium                          | 1069                           | près de Konya, Turquie                                    | Victoire de l'Empire byzantin sur les Seldjoukides                                    |
| Bataille de Manzikert                       | 26 août 1071                   | Malazgirt, Turquie                                        | Victoire décisive des Seldjoukides sur l'Empire byzantin                              |
| Siège de Nicée                              | 1078                           | Nicée, Turquie                                            | Victoire des Seldjoukides sur l'Empire byzantin                                       |
| Siège d'Antioche                            | 1084                           | Antioche, Syrie                                           | Victoire des Seldjoukides sur l'Empire byzantin                                       |
| Conquête normande de l'Italie du sud        |                                |                                                           |                                                                                       |
| Bataille de Civitate                        | 18 juin 1053                   | San Paolo di Civitate, Italie                             | Victoire des Normands sur la coalition du pape Léon IX                                |
| ?                                           |                                |                                                           |                                                                                       |
| Bataille de Mortemer                        | 1054                           | Pays de Bray, Seine-Maritime                              | Victoire des Normands sur les Français                                                |
| Guerre de succession d'Angleterre           |                                |                                                           |                                                                                       |
| Bataille de Fulford                         | 20 septembre 1066              | près de York, Angleterre                                  | Victoire des Norvégiens sur les Anglo-Saxons                                          |
| Bataille de Stamford Bridge                 | 25 septembre 1066              | Stamford Bridge, Yorkshire (Angleterre                    | Victoire décisive des Anglo-Saxons sur les Norvégiens                                 |
| Bataille d'Hastings                         | 14 octobre 1066                | Hastings, Sussex de l'Est (Angleterre)                    | Victoire décisive des Normands sur les Anglo-Saxons                                   |
| ?                                           |                                |                                                           |                                                                                       |
| Bataille de Pedroso                         | janvier 1071                   | près de Vila Nova de Gaia, Portugal                       | Victoire du Royaume de Galice sur le Comté de Portugal                                |
| ?                                           |                                |                                                           |                                                                                       |
| Bataille de Cassel                          | 22 février 1071                | Cassel, Nord                                              | Victoire de Robert le Frison sur Arnoul III                                           |
| ?                                           |                                |                                                           |                                                                                       |
| Bataille de Kalavrya                        | 1078                           | Kalavrya, Thrace                                          | Victoire de Nicéphore III Botaniatès sur Nicéphore Bryenne                            |
| Guerres entre les Byzantins et les Normands |                                |                                                           |                                                                                       |
| Bataille de Dyrrachium                      | 18 octobre 1081                | Durrës, Albanie                                           | Victoire des Normands sur l'Empire byzantin                                           |
| Reconquista                                 |                                |                                                           |                                                                                       |
| Bataille de Sagrajas                        | 23 octobre 1086                | au nord de Badajoz, Espagne                               | Victoire décisive des Almoravides sur les Castillans                                  |
| Bataille d'Alcoraz                          | 1096                           | près d'Huesca, Espagne                                    | Victoire des Aragonais sur les Houdides                                               |
| Bataille de Bairén                          | 1097                           | près de Gandia, Espagne                                   | Victoire des Castillans et des Aragonais sur les Almoravides                          |
| Bataille de Consuegra                       | 15 août 1097                   | Consuegra, Espagne                                        | Victoire des Almoravides sur les Castillans                                           |
| ?                                           |                                |                                                           |                                                                                       |
| Bataille de la colline de Lebounion         | 29 avril 1091                  | près d'Enez, Turquie                                      | Victoire décisive de l'Empire byzantin sur les Petchenègues                           |
| Conquête de la Croatie par la Hongrie       |                                |                                                           |                                                                                       |
| Bataille de Gvozd (en)                      | printemps 1097                 | Petrova Gora, Croatie                                     | Victoire décisive des Hongrois sur les Croates                                        |
| Première croisade                           |                                |                                                           |                                                                                       |
| Siège de Nicée                              | 14 mai-19 juin 1097            | Nicée, Turquie                                            | Victoire des Croisés sur les Seldjoukides                                             |
| Bataille de Dorylée                         | 1er juillet 1097               | Dorylée, Turquie                                          | Victoire des Croisés sur les Seldjoukides                                             |
| Siège d'Antioche                            | 20 octobre 1097 - 28 juin 1098 | Antioche, Syrie                                           | Victoire des Croisés sur les Seldjoukides                                             |
| Siège de Jérusalem                          | 7 juin-15 juillet 1099         | Jérusalem                                                 | Victoire des Croisés sur les Fatimides                                                |
| Bataille d'Ascalon                          | 12 août 1099                   | Ashkelon, Israël                                          | Victoire des Croisés sur les Fatimides                                                |
| ?                                           |                                |                                                           |                                                                                       |
| Bataille d'Atapuerca                        | 1er septembre 1054             | Atapuerca, Comté de Castille                              | Victoire des castillano-léonais sur les Navarrais                                     |

### XIIesiècle
| Bataille                            | Date(s)                     | Lieu                                           | Résumé |
| ----------------------------------- | --------------------------- | ---------------------------------------------- | --- |
| Guerre entre Croisés et Musulmans   |                             |                                                | |
| Bataille de Mersivan                | 1101                        | Mersivan, Province d'Amasya (Turquie)          | Victoire des Seldjoukides sur les Croisés |
| Bataille de Rama                    | 7 septembre 1101            | Ramla, Israël                                  | Victoire du Royaume de Jérusalem sur les Fatimides                                                                                                 |
| Bataille de Rama                    | 17 mai 1102                 | Ramla, Israël                                  | Victoire des Fatimides sur le Royaume de Jérusalem                                                                                                 |
| Bataille de Harran                  | 7 mai 1104                  | entre Harran et Ar-Raqqa                       | Victoire décisive des Seldjoukides sur le Comté d'Édesse et la Principauté d'Antioche                                                              |
| Bataille de Rama                    | 27 août 1105                | Ramla, Israël                                  | Victoire du Royaume de Jérusalem sur les Fatimides                                                                                                 |
| Siège de Tripoli                    | 1102 - 1109                 | Tripoli, Liban                                 | Victoire des Croisés sur les Seldjoukides |
| Siège de Sidon                      | 19 octobre-4 décembre 1110  | Sidon, Liban                                   | Victoire du Royaume de Jérusalem, des Norvégiens et des Vénitiens sur les Fatimides                                                                |
| Bataille du Champ du Sang           | 28 juin 1119                | Sarmada, entre Antioche et Alep (Syrie)        | Victoire des Artukides sur la Principauté d'Antioche                                                                                               |
| Bataille d'Azâz                     | 11 juin 1125                | Azâz, nord de la Syrie                         | Victoire des Croisés sur les Seldjoukides |
| Bataille d'Inab                     | 29 juin 1149                | Inab, Syrie                                    | Victoire des Zengides sur la Principauté d'Antioche                                                                                                |
| Siège d'Ascalon                     | 1153                        | Ashkelon, Israël                               | Victoire du Royaume de Jérusalem sur les Fatimides                                                                                                 |
| Bataille de Harim                   | 12 août 1164                | Harim, Syrie                                   | Victoire des Zengides sur les Croisés, l'Empire byzantin et les Arméniens                                                                          |
| ?                                   |                             |                                                | |
| Bataille de Tinchebray              | 28 septembre 1106           | Tinchebray, Orne                               | Victoire des Anglais sur les Normands |
| Reconquista                         |                             |                                                | |
| Bataille d'Uclès                    | 29 mai 1108                 | près de Cuenca, Espagne                        | Victoire décisive des Almoravides sur les Castillans                                                                                               |
| Bataille de Valtierra               | 24 janvier 1110             | Valtierra, Espagne                             | Victoire des Aragonais sur les Houdides |
| Bataille de Congost de Martorell    | 1114                        | Martorell, Espagne                             | Victoire des Catalans sur les Almoravides |
| Bataille de Cutanda                 | 1120                        | près de Calamocha (Aragon, Espagne)            | Victoire des Aragonais sur les Almoravides |
| Bataille de Fraga                   | 17 juillet 1134             | Fraga (Aragon, Espagne)                        | Victoire des Almoravides sur les Aragonais |
| Bataille d'Ourique                  | 25 juillet 1139             | Ourique, Portugal                              | Victoire décisive des Portugais sur les Almoravides                                                                                                |
| Siège de Lisbonne                   | juillet-octobre 1147        | Lisbonne, Portugal                             | Victoire des Portugais sur les Almoravides |
| Bataille d'Alarcos                  | 18 juillet 1195             | Alarcos, Espagne                               | Victoire décisive des Almohades sur les Castillans                                                                                                 |
| Guerres turco-byzantines            |                             |                                                | |
| Bataille de Philomélion             | 1116                        | Akșehir, Turquie                               | Victoire de l'Empire byzantin sur les Seldjoukides                                                                                                 |
| Bataille de Myriokephalon           | 17 septembre 1176           | près du Lac de Beyşehir, Turquie               | Victoire des Seldjoukides sur l'Empire byzantin |
| Bataille d'Hyelion et Leimocheir    | 1177                        | Hyelion, vallée du Méandre (Turquie)           | Victoire de l'Empire byzantin sur les Seldjoukides                                                                                                 |
| Siège de Cotyaeum                   | 1182                        | Kütahya, Turquie                               | Victoire des Seldjoukides sur l'Empire byzantin |
| ?                                   |                             |                                                | |
| Bataille de Brémule                 | 20 août 1119                | Gaillardbois-Cressenville (Eure)               | Victoire des Anglais sur les Français |
| ?                                   |                             |                                                | |
| Bataille de Didgori                 | 12 août 1121                | Mont Didgori, Géorgie                          | Victoire décisive des Géorgiens sur les Seldjoukides                                                                                               |
| ?                                   |                             |                                                | |
| Bataille de Beroia                  | printemps 1122              | Stara Zagora, Bulgarie                         | Victoire décisive de l'Empire byzantin sur les Petchenègues                                                                                        |
| Indépendance du Portugal            |                             |                                                | |
| Bataille de São Mamede              | 24 juin 1128                | près de Guimarães, Portugal                    | Victoire d'Alfonso Henriques sur Thérèse de León                                                                                                   |
| ?                                   |                             |                                                | |
| Bataille d'Al-buhayra               | 1130                        | Marrakech, Maroc                               | Victoire des Almoravides sur les Almohades |
| Anarchie en Angleterre              |                             |                                                | |
| Bataille de Crug Mawr               | octobre 1136                | près de Cardigan, Pays de Galles               | Victoire des Gallois sur les Anglais |
| Bataille de l'Étendard              | 22 août 1138                | Northallerton, Yorkshire (Angleterre)          | Victoire des Anglais sur les Écossais |
| Bataille de Lincoln                 | 2 février 1141              | Lincoln, Angleterre                            | Victoire des partisans de Mathilde l'Emperesse sur ceux d'Étienne d'Angleterre                                                                     |
| Bataille de Winchester              | 14 septembre 1141           | Winchester, Angleterre                         | Victoire des partisans d'Étienne d'Angleterre sur ceux de Mathilde l'Emperesse                                                                     |
| Deuxième croisade                   |                             |                                                | |
| Bataille de Dorylée                 | 25 octobre 1147             | Dorylée, Turquie                               | Victoire des Seldjoukides sur les Croisés |
| Bataille du défilé de Pisidie       | 6 janvier 1148              | entre la Pisidie et la Phrygie, Turquie        | Victoire des Seldjoukides sur les Croisés |
| Siège de Damas                      | 23-28 juillet 1148          | Damas, Syrie                                   | Victoire décisive des Zengides et des Bourides sur les Croisés                                                                                     |
| Conflits entre guelfes et gibelins  |                             |                                                | |
| Bataille de Cassano                 | 1158                        | Cassano d'Adda, Italie                         | Victoire du Saint-Empire romain germanique sur les Milanais                                                                                        |
| Bataille de Legnano                 | 29 mai 1176                 | Legnano, Italie                                | Victoire décisive de la Ligue lombarde sur le Saint-Empire romain germanique                                                                       |
| Guerres entre Byzantins et Hongrois |                             |                                                | |
| Bataille d'Haram                    | 1128 (ou 1125)              | Bačka Palanka, Serbie                          | Victoire de l'Empire byzantin sur les Hongrois |
| Bataille de Sirmium                 | 8 juillet 1167              | Sremska Mitrovica, Serbie                      | Victoire décisive de l'Empire byzantin sur les Hongrois                                                                                            |
| Guerres de Saladin                  |                             |                                                | |
| Bataille de Montgisard              | 25 novembre 1177            | près de Ramla, Israël                          | Victoire décisive du Royaume de Jérusalem sur les Ayyoubides                                                                                       |
| Bataille de Marj Ayoun              | 10 juin 1179                | Marjayoun, Liban                               | Victoire des Ayyoubides sur le Royaume de Jérusalem                                                                                                |
| Bataille de Belvoir                 | juillet 1182                | près de Kokhav ha Yarden, Israël               | Bataille indécise entre les Ayyoubides et le Royaume de Jérusalem                                                                                  |
| Bataille de Hattin                  | 4 juillet 1187              | près du lac de Tibériade, Israël               | Victoire décisive des Ayyoubides sur le Royaume de Jérusalem                                                                                       |
| Siège de Jérusalem                  | 20 septembre-2 octobre 1187 | Jérusalem                                      | Victoire des Ayyoubides sur le Royaume de Jérusalem                                                                                                |
| Guerres civiles norvégiennes        |                             |                                                | |
| Bataille de Nordnes                 | 31 mai 1181                 | au large de Bergen, Norvège                    | Victoire navale de Sverre Sigurdsson sur Magnus V                                                                                                  |
| Bataille de Fimreite                | 15 juin 1184                | Sognefjord, Norvège                            | Victoire navale décisive de Sverre Sigurdsson sur Magnus V                                                                                         |
| Troisième croisade                  |                             |                                                | |
| Siège de Saint-Jean-d'Acre          | août 1189 - juillet 1191    | Acre, Israël                                   | Victoire des Croisés sur les Ayyoubides |
| Bataille d'Arsouf                   | 7 septembre 1191            | Apollonie de Palestine, Israël                 | Victoire des Croisés sur les Ayyoubides |
| Guerres entre Bulgares et Byzantins |                             |                                                | |
| Bataille de Tryavna                 | printemps 1190              | Tryavna, Bulgarie                              | Victoire des Bulgares sur l'Empire byzantin |
| ?                                   |                             |                                                | |
| Bataille de la Mozgawa              | 13 septembre 1195           | sur les rives de la Mozgawa (Cujavie, Pologne) | Bataille indécise entre les partisans de Lech le Blanc, alliés à la Principauté de Novgorod, et ceux de Mieszko III le Vieux, alliés aux Silésiens |

### XIIIesiècle
| Bataille                                   | Date(s)                       | Lieu                                                      | Résumé |
| ------------------------------------------ | ----------------------------- | --------------------------------------------------------- | --- |
| Quatrième croisade                         |                               |                                                           | |
| Siège de Constantinople                    | 1204                          | Constantinople, Turquie                                   | Victoire des Croisés et des Vénitiens sur l'Empire byzantin |
|                                            | 13 octobre 1213               | Gingelom, Belgique                                        | Victoire des Liégeois sur le Duché de Brabant |
| Guerres Liège-Brabant                      |                               |                                                           | |
| Siège de Maastricht                        | novembre-décembre 1204        | Maastricht                                                | La Double seigneurie de Maastricht est occupé par comté de Looz et la Principauté de Liège pour lutter contre l'accroissement de l'influence du Duc du Brabant.                                        |
| Sac de Liège                               | 3-7 mai 1212                  | Liège, Hesbaye                                            | Liège et la Hesbaye sont mises à sac par les troupes d'Henri Ier de Brabant. |
| Bataille de Steps                          | 13 octobre 1213               | Montenaken                                                | Victoire de la Principauté de Liège sur le Duché du Brabant |
| Siège de Maastricht                        | 1267-1269                     | Maastricht                                                | Occupation par les troupes de la Principauté de Liège et du Comté de Gueldre de la Double seigneurie de Maastricht                                                                                     |
| Siège de Maastricht                        | mai 1203                      | Maastricht                                                | Sous demande du Chapitre de Saint-Lambert, le prince-évêque, Thiébaut de Bar demande à son frère, Jean de Bar d'assiéger la Double seigneurie de Maastricht car le conflit avec le Brabant recommence. |
| Siège de Maastricht                        | 1234                          | Maastricht                                                | Adolphe de La Marck assiège de la Double seigneurie de Maastricht qui a laissé l'armée brabançonne passé.                                                                                              |
| Guerre entre Latins et Bulgares            |                               |                                                           | |
| Bataille d'Andrinople                      | 14 avril 1205                 | Edirne, Turquie                                           | Victoire décisive des Bulgares sur les Latins |
| Guerres turco-byzantines                   |                               |                                                           | |
| Siège d'Antalya                            | 1207                          | Antalya, Turquie                                          | Victoire des Seldjoukides sur l'Empire de Nicée |
| Bataille d'Antioche du Méandre             | 1211                          | vallée du Méandre (Turquie)                               | Victoire de l'Empire de Nicée sur les Seldjoukides |
| Croisade des Albigeois                     |                               |                                                           | |
| Siège de Carcassonne                       | 1er-15 août 1209              | Carcassonne, Aude                                         | Victoire des Croisés sur la vicomté de Carcassonne |
| Bataille de Montgey                        | avril 1211                    | Montgey, Tarn                                             | Victoire du Comté de Foix sur les Croisés |
| Siège de Toulouse                          | 15-29 juin 1211               | Toulouse, Haute-Garonne                                   | Victoire du Comté de Toulouse sur les Croisés |
| Siège de Castelnaudary                     | septembre 1211                | Castelnaudary, Aude                                       | Victoire des Croisés sur les Comtés de Toulouse et de Foix |
| Bataille de Muret                          | 12 septembre 1213             | Muret, Haute-Garonne                                      | Victoire décisive des Croisés sur les Aragonais et le Comté de Toulouse |
| Siège de Toulouse                          | septembre 1217 - juillet 1218 | Toulouse, Haute-Garonne                                   | Victoire du Comté de Toulouse sur les Croisés |
| Siège de Toulouse                          | 17 juin-1er août 1219         | Toulouse, Haute-Garonne                                   | Victoire du Comté de Toulouse sur les Croisés |
| ?                                          |                               |                                                           | |
| Bataille d'Ulrichen                        | 1211                          | Ulrichen, Suisse                                          | Victoire des Valaisans sur le Duché de Zähringen |
| Reconquista                                |                               |                                                           | |
| Bataille de Las Navas de Tolosa            | 16 juillet 1212               | Castro Ferral (Province de Jaén, Espagne)                 | Victoire décisive des Royaumes de Castille, d'Aragon, de León et de Navarre sur les Almohades |
| Bataille de Jerez                          | 1231                          | Jerez de los Caballeros, Espagne                          | Victoire des Castillans sur le royaume de Murcie |
| Bataille du Puig de Cebolla                | 15 août 1237                  | El Puig (Province de Valence, Espagne)                    | Victoire des Aragonais sur lz taïfa de Valence |
| ?                                          |                               |                                                           | |
| Bataille de Steps                          | 13 octobre 1213               | Gingelom, Belgique                                        | Victoire des Liégeois sur le Duché de Brabant |
| Capétiens contre Plantagenêt               |                               |                                                           | |
| Bataille de la Roche-aux-Moines            | 2 juillet 1214                | Savennières, Maine-et-Loire                               | Victoire des Français sur les Anglais |
| Bataille de Bouvines                       | 27 juillet 1214               | Bouvines, Nord                                            | Victoire décisive des Français sur le Saint-Empire romain germanique, les comtés de Flandre et de Boulogne et les duchés de Brabant et de Lorraine                                                     |
| Siège de La Rochelle                       | juillet-août 1224             | La Rochelle, Charente-Maritime                            | Victoire des Français sur les Anglais |
| Bataille de Taillebourg                    | 21 juillet 1242               | Taillebourg, Charente-Maritime                            | Victoire des Français sur les Anglais |
| Première guerre des barons                 |                               |                                                           | |
| Bataille de Lincoln                        | 20 mai 1217                   | Lincoln, Angleterre                                       | Victoire des Anglais sur les Français |
| Bataille de Sandwich                       | 24 août 1217                  | au large de Douvres                                       | Victoire navale des Anglais sur les Français |
| Invasions mongoles                         |                               |                                                           | |
| Bataille de la Kalka                       | 31 mai 1223                   | sur les rives de la Kaltchyk, Ukraine                     | Victoire des Mongols sur la Rus' de Kiev |
| Bataille de la rivière Sit (ru)            | 4 mars 1238                   | sur les rives de la Sit, Oblast de Iaroslavl (Russie)     | Victoire décisive des Mongols sur la Principauté de Vladimir-Souzdal |
| Bataille de Legnica                        | 9 avril 1241                  | Legnica, Pologne                                          | Victoire des Mongols sur les Polonais |
| Bataille de Mohi                           | 11 avril 1241                 | sur les bords du Sajó, Hongrie                            | Victoire des Mongols sur les Hongrois |
| Bataille de Köse Dağ                       | 26 juin 1243                  | Köse Dağ, près d'Erzincan, Turquie                        | Victoire décisive des Mongols sur les Seldjoukides |
| Siège de Bagdad                            | 29 janvier-10 février 1258    | Bagdad, Irak                                              | Victoire décisive des Mongols sur les Abbassides |
| Bataille d'Aïn Djalout                     | 3 septembre 1260              | près de Jénine, Cisjordanie                               | Victoire décisive des Mamelouks sur les Mongols |
| Première bataille de Homs                  | 10 décembre 1260              | Homs, Syrie                                               | Victoire des Mamelouks sur les Mongols |
| Bataille d'Elbistan                        | 18 avril 1277                 | Elbistan, Turquie                                         | Victoire des Mamelouks sur les Mongols |
| Deuxième bataille de Homs                  | 29 octobre 1281               | Homs, Syrie                                               | Victoire des Mamelouks sur les Mongols |
| Bataille de Wadi al-Khazandar              | 22-23 décembre 1299           | au nord-est de Homs, Syrie                                | Victoire des Mongols sur les Mamelouks |
| Guerres entre Bulgares et Byzantins        |                               |                                                           | |
| Bataille de Klokotnica                     | 9 mars 1230                   | Klokotnica, Bulgarie                                      | Victoire décisive des Bulgares sur le despotat d'Épire |
| Bataille d'Andrinople                      | 1254                          | Edirne, Turquie                                           | Victoire de l'Empire de Nicée sur les Bulgares |
| Bataille de Devina                         | 17 juillet 1279               | près de Kotel, province de Bourgas (Bulgarie)             | Victoire des Bulgares sur l'Empire byzantin |
| Fondation de l'Empire du Mali              |                               |                                                           | |
| Bataille de Kirina                         | 1235                          | Kirina, Mali                                              | Victoire de Soundiata Keïta sur le Royaume de Sosso |
| Guerres entre Latins et Byzantins          |                               |                                                           | |
| Siège de Constantinople                    | 1235                          | Constantinople, Turquie                                   | Victoire des Latins sur l'Empire de Nicée et les Bulgares |
| Bataille de Pélagonia                      | septembre 1259                | en Pélagonie (Macédoine)                                  | Victoire de l'Empire de Nicée sur la Principauté d'Achaïe |
| Bataille de Prinitza \| 1263               | Élide                         | Victoire de la principauté d'Achaïe sur l'Empire byzantin | |
| Bataille de Makryplági                     | 1263 ou 1264                  | Messénie, Grèce                                           | Victoire de la principauté d'Achaïe sur l'Empire byzantin |
| Croisades baltes                           |                               |                                                           | |
| Bataille de Siauliai                       | 21 septembre 1236             | près de Šiauliai, Lituanie                                | Victoire des Lituaniens et des Samogitiens sur les Chevaliers Porte-Glaive |
| Bataille du lac Peïpous                    | 5 avril 1242                  | Lac Peïpous                                               | Victoire décisive de la Principauté de Novgorod sur l'Ordre Teutonique |
| Bataille de Durbe                          | 13 juillet 1260               | près de Durbe, Lettonie                                   | Victoire des Samogitiens sur l'Ordre Teutonique |
| Bataille de Rakovor                        | 18 février 1268               | près de Rakvere, Estonie                                  | Victoire des Républiques de Pskov et Novgorod sur l'Ordre Teutonique |
| ?                                          |                               |                                                           | |
| Bataille de la Neva                        | 15 juillet 1240               | sur les bords de la Neva, Russie                          | Victoire de la Principauté de Novgorod sur les Suédois |
| Conflits entre guelfes et gibelins         |                               |                                                           | |
| Bataille de Cortenuova                     | 27 novembre 1237              | Cortenuova, Italie                                        | Victoire du Saint-Empire romain germanique sur la Ligue lombarde |
| Bataille de Fossalta                       | 26 mai 1249                   | près de Modène, Italie                                    | Victoire des Guelfes sur les Gibelins |
| Bataille de Cassano                        | 1259                          | Cassano d'Adda, Italie                                    | Victoire des Guelfes sur les Gibelins |
| Bataille de Montaperti                     | 4 septembre 1260              | près de Castelnuovo Berardenga, Italie                    | Victoire décisive des Gibelins sur les Guelfes |
| Bataille de Bénévent                       | 26 février 1266               | Bénévent, Italie                                          | Victoire des Guelfes sur les Gibelins |
| Bataille de Tagliacozzo                    | 23 août 1268                  | Tagliacozzo, Italie                                       | Victoire des Guelfes sur les Gibelins |
| Bataille de Colle                          | 16-17 juin 1269               | Colle di Val d'Elsa, Italie                               | Victoire des Guelfes sur les Gibelins |
| Bataille de Desio                          | 21 janvier 1277               | Desio, Italie                                             | Victoire des Gibelins sur les Guelfes |
| Bataille de Campaldino                     | 11 juin 1289                  | près de Poppi, Italie                                     | Victoire des Guelfes sur les Gibelins |
| Guerre entre Croisés et Musulmans          |                               |                                                           | |
| Bataille de Forbie                         | 17-18 octobre 1244            | Harbiyah, nord-est de Gaza                                | Victoire des Ayyoubides sur le Royaume de Jérusalem |
| Siège de Saint-Jean-d'Acre                 | 5 avril-28 mai 1291           | Acre, Israël                                              | Victoire des Mamelouks sur le Royaume de Jérusalem |
| Septième croisade                          |                               |                                                           | |
| Bataille de Mansourah                      | 8-11 février 1250             | Mansourah, Égypte                                         | Bataille indécise entre Ayyoubides et Croisés |
| Bataille de Fariskur                       | 6 avril 1250                  | en Égypte                                                 | Victoire des Ayyoubides sur les Croisés |
| Campagnes d'Ottokar II de Bohême           |                               |                                                           | |
| Bataille de Kroissenbrunn                  | 12 juillet 1260               | District de Gänserndorf, Autriche                         | Victoire du Royaume de Bohême sur les Hongrois |
| Bataille de Marchfeld                      | 26 août 1278                  | entre Dûrnkrut et Jedenspeigen, Basse-Autriche            | Victoire décisive des Autrichiens et des Hongrois sur le Royaume de Bohême |
| Guerre écosso-norvégienne                  |                               |                                                           | |
| Bataille de Largs                          | 2 octobre 1263                | Largs, Écosse                                             | Bataille indécise mais victoire stratégique des Écossais sur les Norvégiens |
| Seconde guerre des barons                  |                               |                                                           | |
| Bataille de Lewes                          | 14 mai 1264                   | Lewes, Angleterre                                         | Victoire des barons révoltés sur l'armée royale |
| Bataille d'Evesham                         | 4 août 1265                   | Evesham, Angleterre                                       | Victoire décisive de l'armée royale sur les barons révoltés |
| ?                                          |                               |                                                           | |
| Bataille de Mari                           | 24 août 1266                  | Mari, dans le Hatay, Turquie                              | Victoire des Mamelouks sur les Arméniens |
| Guerre pour le trône de l'île de Man       |                               |                                                           | |
| Bataille du Ronaldsway                     | 8 octobre 1275                | Ronaldsway, Île de Man                                    | Victoire des Écossais sur les Mannois |
| ?                                          |                               |                                                           | |
| Guerre de la Vache                         | 1275-1278                     | Condroz                                                   | Victoire de la Seigneurie de Goesnes, Principauté de Liège, Comté de Namur et du Comté de Luxembourg sur le Bailli du Condroz                                                                          |
| Conquête anglaise du Pays de Galles        |                               |                                                           | |
| Bataille d'Orewin Bridge                   | 11 décembre 1282              | près de Llanfair-ym-Muallt, Pays de Galles                | Victoire décisive des Anglais sur les Gallois |
| Guerre des Vêpres siciliennes              |                               |                                                           | |
| Bataille de Malte                          | 1283                          | au large de Malte                                         | Victoire navale des Aragonais sur les Provençaux |
| ?                                          |                               |                                                           | |
| Bataille de la Meloria                     | 6 août 1284                   | au large de Livourne, Italie                              | Victoire navale décisive des Génois sur les Pisans |
| Croisade d'Aragon                          |                               |                                                           | |
| Bataille des Formigues                     | 4 septembre 1285              | au large de Palamós, Espagne                              | Victoire navale des Aragonais sur les Français |
| Bataille du col de Panissars               | 30 septembre-1er octobre 1285 | Massif des Albères, Pyrénées                              | Victoire des Aragonais sur les Français |
| Guerre de succession du Limbourg           |                               |                                                           | |
| Bataille de Worringen                      | 5 juin 1288                   | Cologne, Allemagne                                        | Victoire du Duché de Brabant sur l'Électorat de Cologne et le Duché de Gueldre |
| Première guerre d'indépendance de l'Écosse |                               |                                                           | |
| Bataille de Dunbar                         | 27 avril 1296                 | Dunbar, Écosse                                            | Victoire des Anglais sur les Écossais |
| Bataille du pont de Stirling               | 11 septembre 1297             | Stirling, Écosse                                          | Victoire des Écossais sur les Anglais |
| ?                                          |                               |                                                           | |
| Guerre des Awans et des Waroux             | 1297-1335                     | Hesbaye                                                   | Guerre interne et qui ravagea la Principauté de Liège, la Paix des Lignages, y met un terme. |
| Bataille de Falkirk                        | 22 juillet 1298               | Falkirk, Écosse                                           | Victoire décisive des Anglais sur les Écossais |
| ?                                          |                               |                                                           | |
| Bataille de Furnes                         | 20 août 1297                  | Furnes, Belgique                                          | Victoire des Français sur les Flamands |
| ?                                          |                               |                                                           | |
| Bataille du Dornbühl                       | 2 mars 1298                   | près de Köniz, Suisse                                     | Victoire des Bernois sur les Fribourgeois |
| Deuxième guerre vénitiano-génoise          |                               |                                                           | |
| Bataille de Curzola                        | 8 septembre 1298              | au large de Korčula, Croatie                              | Victoire navale des Génois sur les Vénitiens |

### XIVesiècle
| Bataille                                      | Date(s)                    | Lieu                                        | Résumé                                                                                   |
| --------------------------------------------- | -------------------------- | ------------------------------------------- | ---------------------------------------------------------------------------------------- |
| Invasion française de la Flandre              |                            |                                             |                                                                                          |
| Bataille de Courtrai                          | 11 juillet 1302            | Courtrai, Belgique                          | Victoire des Flamands sur les Français                                                   |
| Bataille de Zierikzee                         | 10-11 août 1304            | Zierikzee, Pays-Bas                         | Victoire navale des Français sur les Flamands                                            |
| Bataille de Mons-en-Pévèle                    | 18 août 1304               | Mons-en-Pévèle, Nord                        | Victoire des Français sur les Flamands                                                   |
| Guerres turco-byzantines                      |                            |                                             |                                                                                          |
| Bataille de Bapheus                           | 27 juillet 1302            | entre Nicée et Nicomédie, Turquie           | Victoire des Ottomans sur l'Empire byzantin                                              |
| Siège de Bursa                                | 1326                       | Bursa, Turquie                              | Victoire des Ottomans sur l'Empire byzantin                                              |
| Bataille de Pélékanon                         | 10-11 juin 1329            | près de Nicomédie, Turquie                  | Victoire des Ottomans sur l'Empire byzantin                                              |
| Siège de Nicée                                | 1328 - 1331                | Nicée, Turquie                              | Victoire des Ottomans sur l'Empire byzantin                                              |
| Siège de Nicomédie                            | 1333 - 1337                | Nicomédie, Turquie                          | Victoire des Ottomans sur l'Empire byzantin                                              |
| Invasions mongoles                            |                            |                                             |                                                                                          |
| Bataille de Marj as-Suffar                    | 20-22 avril 1303           | Marj as-Suffar, sud de Damas, Syrie         | Victoire décisive des Mamelouks sur les Mongols                                          |
| Bataille de Koulikovo                         | 8 septembre 1380           | sur les rives du Don, Russie                | Victoire décisive des Russes sur la Horde d'or                                           |
| Première guerre d'indépendance de l'Écosse    |                            |                                             |                                                                                          |
| Bataille de Roslin                            | 24 février 1303            | Roslin, Midlothian (Écosse)                 | Victoire des Écossais sur les Anglais                                                    |
| Bataille de Methven                           | 19 juin 1306               | Methven, ouest de Perth (Écosse)            | Victoire des Anglais sur les Écossais                                                    |
| Bataille de Bannockburn                       | 23-24 juin 1314            | Bannockburn, Écosse                         | Victoire décisive des Écossais sur les Anglais                                           |
| Bataille de Myton                             | 20 septembre 1319          | Myton-on-Swale, Yorkshire (Angleterre)      | Victoire des Écossais sur les Anglais                                                    |
| ?                                             |                            |                                             |                                                                                          |
| Bataille du lac Copaïs                        | 15 mars 1311               | près du lac Copaïs, Grèce                   | Victoire décisive de la Compagnie catalane sur le Duché d'Athènes                        |
| ?                                             |                            |                                             |                                                                                          |
| Bataille de Montecatini                       | 29 août 1315               | Montecatini Terme, Italie                   | Victoire des Pisans sur les Florentins et les Napolitains                                |
| Guerres d'indépendance suisse                 |                            |                                             |                                                                                          |
| Bataille de Morgarten                         | 15 novembre 1315           | col de Morgarten, Canton de Zoug (Suisse)   | Victoire décisive des Suisses sur les Autrichiens                                        |
| Bataille de Sempach                           | 9 juillet 1386             | Sempach, Suisse                             | Victoire décisive des Suisses sur les Autrichiens                                        |
| Bataille de Näfels                            | 9 avril 1388               | Näfels, Suisse                              | Victoire décisive des Suisses sur les Autrichiens                                        |
| ?                                             |                            |                                             |                                                                                          |
| Bataille de Mühldorf                          | 8 septembre 1322           | Ampfing, Bavière                            | Victoire des Bavarois sur les Autrichiens                                                |
| ?                                             |                            |                                             |                                                                                          |
| Bataille de Varey                             | 7 août 1325                | Varey, Ain                                  | Victoire des Dauphinois sur les Savoyards                                                |
| Révolte des Karls                             |                            |                                             |                                                                                          |
| Bataille de Cassel                            | 23 août 1328               | Cassel, Nord                                | Victoire décisive des Français sur les milices flamandes                                 |
| Guerre serbo-bulgare                          |                            |                                             |                                                                                          |
| Bataille de Velbajd                           | 28 juillet 1330            | Kyoustendil, Bulgarie                       | Victoire décisive des Serbes sur les Bulgares                                            |
| Guerre hongro-valaque                         |                            |                                             |                                                                                          |
| Bataille de Posada                            | novembre 1330              | en Olténie, Roumanie                        | Victoire décisive des Valaques sur les Hongrois                                          |
| Guerre entre la Pologne et l'Ordre Teutonique |                            |                                             |                                                                                          |
| Bataille de Plowce                            | 27 septembre 1331          | Płowce, Pologne                             | Victoire des Polonais sur l'Ordre Teutonique                                             |
| Deuxième guerre d'indépendance de l'Écosse    |                            |                                             |                                                                                          |
| Bataille de Dupplin Moor                      | 10-11 août 1332            | près de Scone, Écosse                       | Victoire des Anglais sur les Écossais                                                    |
| Bataille de Halidon Hill                      | 19 juillet 1333            | près de Berwick-upon-Tweed, Angleterre      | Victoire décisive des Anglais sur les Écossais                                           |
| Bataille de Culblean                          | 30 novembre 1335           | Culblean, Aberdeenshire (Écosse)            | Victoire des partisans des Bruce sur ceux des Balliol                                    |
| Bataille de Neville's Cross                   | 17 octobre 1346            | Neville's Cross, Angleterre                 | Victoire décisive des Anglais sur les Écossais                                           |
| ?                                             |                            |                                             |                                                                                          |
| Guerre de Laupen                              | 21 juin 1339               | Laupen, Suisse                              | Victoire des Bernois sur les Fribourgeois                                                |
| Reconquista                                   |                            |                                             |                                                                                          |
| Bataille du Salado                            | 30 octobre 1340            | Tarifa, Espagne                             | Victoire des Castillans et des Portugais sur les Mérinides et les Nasrides               |
| Guerre de Cent Ans                            |                            |                                             |                                                                                          |
| Bataille d'Arnemuiden                         | 23 septembre 1338          | près d'Arnemuiden, Pays-Bas                 | Victoire navale des Français sur les Anglais                                             |
| Bataille de L'Écluse                          | 24 juin 1340               | Sluis, Pays-Bas                             | Victoire navale décisive des Anglais sur les Français                                    |
| Bataille de Saint-Omer                        | 26 juillet 1340            | Saint-Omer, Pas-de-Calais                   | Victoire des Français sur les Flamands et les Anglais                                    |
| Bataille d'Auberoche                          | 21 octobre 1345            | Château d'Auberoche, Dordogne               | Victoire des Anglais sur les Français                                                    |
| Siège de Caen                                 | 26 juillet 1346            | Caen, Calvados                              | Victoire des Anglais sur les Français                                                    |
| Bataille du gué de Blanquetaque               | 24 août 1346               | sur les rives de la Somme, près d'Abbeville | Victoire des Anglais sur les Français                                                    |
| Bataille de Crécy                             | 26 août 1346               | Crécy-en-Ponthieu, Somme                    | Victoire décisive des Anglais sur les Français                                           |
| Siège de Calais                               | septembre 1346 - août 1347 | Calais, Pas-de-Calais                       | Victoire décisive des Anglais sur les Français                                           |
| Bataille de L'Espagnols sur Mer               | 29 août 1350               | près de Winchelsea, Angleterre              | Victoire navale des Anglais sur les Castillans                                           |
| Bataille de Comborn                           | 8 juillet 1353             | près de Saintes, Charente-Maritime          | Victoire des Anglais sur les Français                                                    |
| Bataille de Poitiers                          | 19 septembre 1356          | Nouaillé-Maupertuis, Vienne (France)        | Victoire décisive des Anglais sur les Français                                           |
| Bataille de Pontvallain                       | 4 décembre 1370            | Pontvallain, Sarthe                         | Victoire des Français sur les Anglais                                                    |
| Bataille de La Rochelle                       | 22 juin 1372               | au large de La Rochelle, Charente-Maritime  | Victoire navale des Castillans et des Français sur les Anglais                           |
| ?                                             |                            |                                             |                                                                                          |
| Bataille de Staveren                          | 26 septembre 1345          | Stavoren, Frise, Pays-Bas                   | Victoire des Frisons sur le comte de Hollande                                            |
| Guerre de Succession de Bretagne              |                            |                                             |                                                                                          |
| Bataille de La Roche-Derrien                  | 18 juin 1347               | La Roche-Derrien, Côtes-d'Armor             | Victoire de Jean de Montfort sur Charles de Blois                                        |
| Bataille de Mauron                            | 14 août 1352               | Mauron, Morbihan                            | Victoire de Jean de Montfort sur Charles de Blois                                        |
| Bataille de Montmuran                         | 10 avril 1354              | Les Iffs, Ille-et-Vilaine                   | Victoire de Charles de Blois sur Jean de Montfort                                        |
| Bataille d'Auray                              | 29 septembre 1364          | Auray, Morbihan                             | Victoire décisive de Jean de Montfort sur Charles de Blois                               |
| Conquête de Majorque par l'Aragon             |                            |                                             |                                                                                          |
| Bataille de Llucmajor                         | 25 octobre 1349            | Llucmajor (Majorque, Espagne)               | Victoire des Aragonais sur les Majorquins                                                |
| Troisième guerre vénéto-génoise               |                            |                                             |                                                                                          |
| Bataille d'Alghero                            | 29 août 1353               | près d'Alghero, Sardaigne                   | Victoire navale des Vénitiens sur les Génois                                             |
| Bataille de Porto-Longo                       | 3 novembre 1354            | près de Modon, Grèce                        | Victoire navale des Génois sur les Vénitiens                                             |
| ?                                             |                            |                                             |                                                                                          |
| Bataille de Scheut                            | 17 août 1356               | Anderlecht, Belgique                        | Victoire des Flamands sur les Brabançons                                                 |
| ?                                             |                            |                                             |                                                                                          |
| Bataille de Brignais                          | 6 avril 1362               | Brignais, Rhône                             | Victoire des Grandes compagnies sur les Français                                         |
| ?                                             |                            |                                             |                                                                                          |
| Bataille de Cocherel                          | 16 mai 1364                | Houlbec-Cocherel, Eure                      | Victoire des Français sur les Navarrais                                                  |
| Première guerre civile de Castille            |                            |                                             |                                                                                          |
| Bataille de Nájera                            | 3 avril 1367               | Nájera, Espagne                             | Victoire de Pierre le Cruel sur Henri de Trastamare                                      |
| Bataille de Montiel                           | 14 mars 1369               | Montiel, Espagne                            | Victoire d'Henri de Trastamare sur Pierre le Cruel                                       |
| Conquête ottomane des Balkans                 |                            |                                             |                                                                                          |
| Bataille de la Maritsa                        | 26 septembre 1371          | près d'Orménio, Grèce                       | Victoire décisive des Ottomans sur les Serbes                                            |
| Bataille de Pločnik                           | 1386                       | Pločnik, Serbie                             | Victoire des Serbes sur les Ottomans                                                     |
| Bataille de Kosovo Polje                      | 15 juin 1389               | près d'Obilić, Kosovo                       | Victoire des Ottomans sur les Serbes et les Bosniaques                                   |
| Bataille de Rovine                            | 17 mai 1395                | Rovine, près de Craiova (Roumanie)          | Bataille indécise entre les Ottomans et les Valaques                                     |
| Bataille de Nicopolis                         | 25 septembre 1396          | Nicopolis, Bulgarie                         | Victoire décisive des Ottomans sur les Hongrois, les Valaques et la chevalerie française |
| ?                                             |                            |                                             |                                                                                          |
| Bataille de Montichiari                       | 7-8 mai 1373               | Montichiari et Gavardo, Italie              | Victoire des Pontificaux sur les Milanais                                                |
| Grand Schisme d'Occident                      |                            |                                             |                                                                                          |
| Bataille de Marino                            | 30 avril 1379              | Marino, Italie                              | Victoire des forces d'Urbain VI sur celles de Clément VII                                |
| Révolte des chaperons blancs                  |                            |                                             |                                                                                          |
| Bataille de Nevele                            | 13 mai 1381                | Nevele, Belgique                            | Victoire du Comté de Flandre sur les milices gantoises                                   |
| Bataille de Roosebeke                         | 27 novembre 1382           | Westrozebeke, Belgique                      | Victoire des Français sur les milices gantoises                                          |
| Guerre luso-castillane                        |                            |                                             |                                                                                          |
| Bataille de Saltes                            | 17 juillet 1381            | au large de Saltes (Andalousie)             | Victoire navale des Castillans sur les Portugais                                         |
| Bataille des Atoleiros                        | 6 avril 1384               | près de Portalegre, Portugal                | Victoire des Portugais sur les Castillans                                                |
| Bataille de Trancoso                          | juin 1385                  | Trancoso, Portugal                          | Victoire des Portugais sur les Castillans                                                |
| Bataille d'Aljubarrota                        | 14 août 1385               | Aljubarrota, Portugal                       | Victoire décisive des Portugais sur les Castillans                                       |
| Bataille de Valverde de Mérida                | octobre 1385               | sur les bords du Guadiana, Espagne          | Victoire des Portugais sur les Castillans                                                |
| ?                                             |                            |                                             |                                                                                          |
| Bataille de Castagnaro                        | 11 mars 1387               | Castagnaro, Italie                          | Victoire de Padoue sur Vérone                                                            |
| Guerre frontalière anglo-écossaise            |                            |                                             |                                                                                          |
| Bataille d'Otterburn                          | 5 août 1388                | Otterburn, Northumberland (Angleterre)      | Victoire des Écossais sur les Anglais                                                    |
| Campagnes de Tamerlan                         |                            |                                             |                                                                                          |
| Bataille du Terek                             | 14 avril 1395              | sur les rives du Terek                      | Victoire décisive des Timourides sur la Horde d'or                                       |

### XVesiècle
| Bataille                                                        | Date(s)                      | Lieu                                                         | Résumé                                                                                                |
| --------------------------------------------------------------- | ---------------------------- | ------------------------------------------------------------ | --- |
| Campagnes de Tamerlan                                           |                              |                                                              | |
| Bataille d'Ankara                                               | 20 juillet 1402              | près d'Ankara, Turquie                                       | Victoire décisive des Timourides sur les Ottomans                                                     |
| Rébellion des Percy                                             |                              |                                                              | |
| Bataille de Shrewsbury                                          | 21 juillet 1403              | Shrewsbury, Angleterre                                       | Victoire décisive de l'armée royale anglaise sur les forces rebelles                                  |
| Bataille de Bramham Moor                                        | 19 février 1408              | Bramham Moor, Yorkshire (Angleterre                          | Victoire de l'armée royale anglaise sur les forces rebelles                                           |
| Guerre d'Appenzell                                              |                              |                                                              | |
| Bataille au Stoss                                               | 17 juin 1405                 | col de Stoss (Canton d'Appenzell Rhodes-Extérieures, Suisse) | Victoire d'Appenzell sur les Autrichiens                                                              |
| ?                                                               |                              |                                                              | |
| Bataille d'Othée                                                | 23 septembre 1408            | Othée, Belgique                                              | Victoire des Bourguignons sur les Liégeois                                                            |
| Conquête de la Sardaigne par l'Aragon                           |                              |                                                              | |
| Bataille de Sanluri                                             | 30 juin 1409                 | Sanluri, Sardaigne                                           | Victoire des Aragonais sur le Judicat d'Arborée                                                       |
| Guerre du royaume de Pologne-Lituanie contre l'ordre Teutonique |                              |                                                              | |
| Bataille de Grunwald                                            | 15 juillet 1410              | près de Stębark (Pologne)                                    | Victoire décisive des Polonais et des Lituaniens sur l'Ordre Teutonique                               |
| Guerres de clans écossais                                       |                              |                                                              | |
| Bataille de Harlaw                                              | 24 juillet 1411              | près d'Inverurie, Aberdeenshire (Écosse)                     | Victoire d'Alexander Stewart sur le Seigneur des Îles                                                 |
| Guerre civile entre Armagnacs et Bourguignons                   |                              |                                                              | |
| Bataille de Saint-Rémy-du-Plain                                 | 10 mai 1412                  | Saint-Rémy-du-Val, Sarthe                                    | Victoire des Bourguignons sur les Armagnacs                                                           |
| Guerre de Cent Ans                                              |                              |                                                              | |
| Bataille d'Azincourt                                            | 25 octobre 1415              | Azincourt, Pas-de-Calais                                     | Victoire décisive des Anglais sur les Français                                                        |
| Siège de Rouen                                                  | juillet 1418 - janvier 1419  | Rouen, Seine-Maritime                                        | Victoire des Anglais sur les Français                                                                 |
| Bataille de Baugé                                               | 22 mars 1421                 | Baugé, Maine-et-Loire                                        | Victoire des Français et des Écossais sur les Anglais                                                 |
| Bataille de Cravant                                             | 31 juillet 1423              | Cravant, Yonne                                               | Victoire décisive des Anglais et des Bourguignons sur les Français et les Écossais                    |
| Bataille de la Brossinière                                      | 26 septembre 1423            | Bourgon, Mayenne                                             | Victoire des Français sur les Anglais                                                                 |
| Bataille de Verneuil                                            | 17 août 1424                 | Verneuil-sur-Avre, Eure                                      | Victoire décisive des Anglais et des Bourguignons sur les Français et les Écossais                    |
| Siège d'Orléans                                                 | 12 octobre 1428 - 8 mai 1429 | Orléans, Loiret                                              | Victoire décisive des Français et des Écossais sur les Anglais                                        |
| Bataille de Jargeau                                             | 11-12 juin 1429              | Jargeau, Loiret                                              | Victoire des Français sur les Anglais                                                                 |
| Bataille de Meung-sur-Loire                                     | 15 juin 1429                 | Meung-sur-Loire, Loiret                                      | Victoire des Français sur les Anglais                                                                 |
| Bataille de Patay                                               | 18 juin 1429                 | Patay, Loiret                                                | Victoire décisive des Français sur les Anglais                                                        |
| Bataille d'Anthon                                               | 11 juin 1430                 | Janneyrias, Isère                                            | Victoire des Français sur les Bourguignons et les Savoyards                                           |
| Bataille de Bulgnéville                                         | 2 juillet 1431               | Bulgnéville, Vosges                                          | Victoire des Bourguignons sur les Français                                                            |
| Bataille de Gerberoy                                            | 9 mai 1435                   | Gerberoy, Oise                                               | Victoire des Français sur les Anglais                                                                 |
| Bataille de Formigny                                            | 15 avril 1450                | Formigny, Calvados                                           | Victoire décisive des Français sur les Anglais                                                        |
| Bataille de Castillon                                           | 17 juillet 1453              | Castillon-la-Bataille, Gironde                               | Victoire décisive des Français sur les Anglais                                                        |
| Guerre de Rarogne                                               |                              |                                                              | |
| Bataille d'Ulrichen                                             | 29 septembre 1419            | Ulrichen, Suisse                                             | Victoire des Valaisans sur les Bernois                                                                |
| Croisades contre les Hussites                                   |                              |                                                              | |
| Bataille de Sudoměř                                             | 25 mars 1420                 | au sud de la Bohême                                          | Victoire des Hussites sur les Catholiques de Bohême                                                   |
| Bataille d'Usti nad Labem                                       | 16 juin 1426                 | Ústí nad Labem, République tchèque                           | Victoire des Hussites sur les Croisés                                                                 |
| Bataille de Lipany                                              | 30 mai 1434                  | Lipany, canton de Kolín, République tchèque                  | Victoire des Hussites modérés, alliés aux Catholiques de Bohême, sur les Taborites                    |
| Conflits frontaliers pour le Tessin                             |                              |                                                              | |
| Bataille d'Arbedo                                               | 30 juin 1422                 | Arbedo, Suisse                                               | Victoire des Milanais sur les Suisses                                                                 |
| Bataille de Giornico                                            | 28 décembre 1478             | Giornico, Suisse                                             | Victoire des Suisses sur les Milanais                                                                 |
| Bataille de Crevola                                             | 28 avril 1487                | Crevoladossola, Italie                                       | Victoire des Milanais sur les Suisses                                                                 |
| Guerres turco-byzantines                                        |                              |                                                              | |
| Siège de Constantinople                                         | juin-août 1422               | Constantinople, Turquie                                      | Victoire de l'Empire byzantin sur les Ottomans                                                        |
| Bataille du Bosphore                                            | 20 avril 1453                | dans le Bosphore                                             | Victoire navale de l'Empire byzantin et des Génois sur les Ottomans                                   |
| Siège de Constantinople                                         | 6 avril-29 mai 1453          | Constantinople, Turquie                                      | Victoire décisive des Ottomans sur l'Empire byzantin                                                  |
| Guerre du Crochet et des Cabillauds                             |                              |                                                              | |
| Bataille de Brouwershaven                                       | 13 janvier 1426              | Brouwershaven, Pays-Bas                                      | Victoire de Jean IV de Brabant, allié aux Bourguignons, sur Jacqueline de Hainaut, alliée aux Anglais |
| Guerres de Lombardie                                            |                              |                                                              | |
| Bataille de Zagonara                                            | 28 juillet 1424              | Lugo, Italie                                                 | Victoire des Milanais sur les Florentins                                                              |
| Bataille de Maclodio                                            | 11 octobre 1427              | Maclodio, Italie                                             | Victoire des Vénitiens sur les Milanais                                                               |
| Bataille de Pavie                                               | 22 mai 1431                  | sur le Tessin, près de Pavie, Italie                         | Victoire navale des Milanais sur les Vénitiens                                                        |
| Bataille de San Romano                                          | 1er juin 1432                | San Romano in Garfagnana, Italie                             | Victoire des Florentins sur les Siennois                                                              |
| Bataille de Delebio                                             | 18-19 novembre 1432          | Delebio, Italie                                              | Victoire des Milanais sur les Vénitiens                                                               |
| Bataille d'Anghiari                                             | 29 juin 1440                 | Anghiari, Italie                                             | Victoire des Florentins et des Pontificaux sur les Milanais                                           |
| Guerres entre la Hongrie et l'Empire ottoman                    |                              |                                                              | |
| Bataille de Sibiu                                               | 22 mars 1442                 | Sibiu, Roumanie                                              | Victoire des Hongrois sur les Ottomans                                                                |
| Bataille de Niš                                                 | 18 novembre 1443             | Niš, Serbie                                                  | Victoire des Hongrois et des Serbes sur les Ottomans                                                  |
| Bataille de Varna                                               | 10 novembre 1444             | Varna, Bulgarie                                              | Victoire décisive des Ottomans sur les Hongrois, les Polonais et les Valaques                         |
| Bataille de Kosovo                                              | 17-20 octobre 1448           | Kosovo Polje, Kosovo                                         | Victoire décisive des Ottomans sur les Hongrois et les Valaques                                       |
| Siège de Belgrade                                               | 4-22 juillet 1456            | Belgrade, Serbie                                             | Victoire décisive des Hongrois sur les Ottomans                                                       |
| Bataille de Champ de Pain                                       | 13 octobre 1479              | Județ d'Alba, Roumanie                                       | Victoire décisive des Hongrois sur les Ottomans                                                       |
| Ancienne guerre de Zurich                                       |                              |                                                              | |
| Bataille de Saint-Jacques sur la Sihl                           | 22 juillet 1443              | près de Zurich, Suisse                                       | Victoire des Confédérés suisses sur le Canton de Zurich                                               |
| Bataille de la Birse                                            | 26 août 1444                 | près de Bâle, Suisse                                         | Victoire tactique des Français sur les Suisses mais défaite stratégique                               |
| Bataille de Ragaz                                               | 6 mars 1446                  | Bad Ragaz, Suisse                                            | Victoire des Suisses sur les Autrichiens                                                              |
| Résistance de Skanderbeg                                        |                              |                                                              | |
| Bataille de Torvioll                                            | 29 juin 1444                 | près de Pogradec, Albanie                                    | Victoire des Albanais sur les Ottomans                                                                |
| Bataille d'Oranik                                               | 18 mai 1456                  | plaine d'Oranik, Albanie                                     | Victoire des Albanais sur les Ottomans                                                                |
| Bataille d'Albulena                                             | 2 septembre 1457             | près de Krujë, Albanie                                       | Victoire des Albanais sur les Ottomans                                                                |
| ?                                                               |                              |                                                              | |
| Bataille d'Alfarrobeira                                         | 20 mai 1449                  | Alverca do Ribatejo, Portugal                                | Victoire de l'armée royale portugaise sur les troupes du duc de Coimbra                               |
| ?                                                               |                              |                                                              | |
| Bataille de Gavre ou Bataille de Gavere                         | 23 juillet 1453              | Gavere, Belgique                                             | Victoire des Bourguignons sur les milices gantoises                                                   |
| Guerre de Treize Ans                                            |                              |                                                              | |
| Bataille de Konitz                                              | 18 septembre 1454            | Chojnice, Pologne                                            | Victoire de l'Ordre Teutonique sur les Polonais et la Confédération prussienne                        |
| Bataille de Puck                                                | 17 septembre 1462            | près de Puck, Pologne                                        | Victoire décisive des Polonais sur l'Ordre Teutonique                                                 |
| Bataille de Zatoka Świeża                                       | 15 septembre 1463            | Lagune de la Vistule                                         | Victoire navale de la Confédération prussienne sur l'Ordre Teutonique                                 |
| Guerre des Deux-Roses                                           |                              |                                                              | |
| Première bataille de St Albans                                  | 22 mai 1455                  | St Albans, Angleterre                                        | Victoire des York sur les Lancastre                                                                   |
| Bataille de Blore Heath                                         | 23 septembre 1459            | Blore Heath, Staffordshire (Angleterre)                      | Victoire des York sur les Lancastre                                                                   |
| Déroute de Ludford Bridge                                       | 12 octobre 1459              | près de Ludlow, Angleterre                                   | Victoire des Lancastre sur les York                                                                   |
| Bataille de Northampton                                         | 10 juillet 1460              | Northampton, Angleterre                                      | Victoire des York sur les Lancastre                                                                   |
| Bataille de Wakefield                                           | 30 décembre 1460             | Wakefield, Angleterre                                        | Victoire des Lancastre sur les York                                                                   |
| Bataille de Mortimer's Cross                                    | 2 février 1461               | Wigmore, Herefordshire (Angleterre)                          | Victoire des York sur les Lancastre                                                                   |
| Seconde bataille de St Albans                                   | 17 février 1461              | St Albans, Angleterre                                        | Victoire des Lancastre sur les York                                                                   |
| Bataille de Towton                                              | 29 mars 1461                 | Towton, Yorkshire (Angleterre)                               | Victoire décisive des York sur les Lancastre                                                          |
| Bataille de Hedgeley Moor                                       | 25 avril 1464                | Hedgeley Moor, Northumberland (Angleterre)                   | Victoire des York sur les Lancastre                                                                   |
| Bataille de Hexham                                              | 15 mai 1464                  | Hexham, Angleterre                                           | Victoire des York sur les Lancastre                                                                   |
| Bataille d'Edgecote Moor                                        | 26 juillet 1469              | Danes Moor, Northamptonshire (Angleterre)                    | Victoire des Lancastre sur les York                                                                   |
| Bataille de Losecoat Field                                      | 12 mars 1470                 | Empingham, Rutland (Angleterre)                              | Victoire des York sur les Lancastre                                                                   |
| Bataille de Barnet                                              | 14 avril 1471                | Barnet, Angleterre                                           | Victoire des York sur les Lancastre                                                                   |
| Bataille de Tewkesbury                                          | 4 mai 1471                   | Tewkesbury, Angleterre                                       | Victoire décisive des York sur les Lancastre                                                          |
| Bataille de Bosworth                                            | 22 août 1485                 | Market Bosworth, Angleterre                                  | Victoire décisive des Tudor sur les York                                                              |
| Bataille de Stoke                                               | 16 juin 1487                 | East Stoke, Nottinghamshire (Angleterre)                     | Victoire des Tudor sur les York                                                                       |
| ?                                                               |                              |                                                              | |
| Bataille de Sarno                                               | 7 juillet 1460               | Sarno, Italie                                                | Victoire de Jean de Calabre sur Ferrante d'Aragon                                                     |
| Bataille de Troia                                               | 18 août 1462                 | Troia, Italie                                                | Victoire de Ferrante d'Aragon sur Jean de Calabre                                                     |
| Guerre turco-valaque                                            |                              |                                                              | |
| Attaque de nuit                                                 | 17 juin 1462                 | près de Târgoviște, Roumanie                                 | Victoire tactique des Valaques sur les Ottomans                                                       |
| Querelle du canonicat de Mayence                                |                              |                                                              | |
| Bataille de Seckenheim                                          | 30 juin 1462                 | près de Mannheim, Allemagne                                  | Victoire de l'électeur palatin sur le margraviat de Bade et le Comté de Wurtemberg                    |
| Révolte de la Ligue du Bien public                              |                              |                                                              | |
| Bataille de Montlhéry                                           | 16 juillet 1465              | entre Montlhéry et Longjumeau, Essonne                       | Bataille indécise entre Français et Bourguignons                                                      |
| ?                                                               |                              |                                                              | |
| Bataille de Brustem                                             | 28 octobre 1467              | Brustem, Belgique                                            | Victoire des Bourguignons sur les Liégeois                                                            |
| Guerre hungaro-moldave                                          |                              |                                                              | |
| Bataille de Baia                                                | 15 décembre 1467             | Baia, Roumanie                                               | Victoire des Moldaves sur les Hongrois                                                                |
| ?                                                               |                              |                                                              | |
| Bataille de Brunkeberg                                          | 10 octobre 1471              | près de Stockholm, Suède                                     | Victoire des Suédois sur les Danois                                                                   |
| ?                                                               |                              |                                                              | |
| Siège de Beauvais                                               | 27 juin-22 juillet 1472      | Beauvais, Oise                                               | Victoire des Français sur les Bourguignons                                                            |
| Invasions des Tatars                                            |                              |                                                              | |
| Bataille de Lipnitz                                             | 20 août 1470                 | Raion de Ocnița, Moldavie                                    | Victoire des Moldaves sur la Horde d'or                                                               |
| Bataille d'Otlukbeli                                            | 11 août 1473                 | près d'Erzincan, Turquie                                     | Victoire décisive des Ottomans sur la Horde du Mouton Blanc                                           |
| Guerres de Bourgogne                                            |                              |                                                              | |
| Bataille d'Héricourt                                            | 13 novembre 1474             | Héricourt, Haute-Saône                                       | Victoire des Suisses sur les Bourguignons                                                             |
| Bataille de la Planta                                           | 13 novembre 1475             | en Valais, Suisse                                            | Victoire des Suisses sur les Savoyards                                                                |
| Bataille de Grandson                                            | 2 mars 1476                  | Grandson, Suisse                                             | Victoire des Suisses sur les Bourguignons                                                             |
| Bataille de Morat                                               | 22 juin 1476                 | Morat, Suisse                                                | Victoire décisive des Suisses sur les Bourguignons                                                    |
| Bataille de Nancy                                               | 5 janvier 1477               | Nancy, Meurthe-et-Moselle                                    | Victoire décisive des Lorrains et des Suisses sur les Bourguignons                                    |
| Guerres turco-moldaves                                          |                              |                                                              | |
| Bataille de Vaslui                                              | 10 janvier 1475              | Vaslui, Roumanie                                             | Victoire décisive des Moldaves sur les Ottomans                                                       |
| Bataille de Valea Albă                                          | 26 juillet 1476              | Războieni, Roumanie                                          | Victoire décisive des Ottomans sur les Moldaves                                                       |
| Guerre de Succession de Castille                                |                              |                                                              | |
| Bataille de Toro                                                | 1er mars 1476                | Toro, Espagne                                                | Bataille indécise mais victoire stratégique des Castillans sur les Portugais                          |
| ?                                                               |                              |                                                              | |
| Bataille de Guinegatte                                          | 7 août 1479                  | Enguinegatte, Pas-de-Calais                                  | Victoire tactique des Flamands sur les Français                                                       |
| ?                                                               |                              |                                                              | |
| Siège de Rhodes                                                 | juin-août 1480               | Rhodes, Grèce                                                | Victoire des Hospitaliers sur les Ottomans                                                            |
| Guerre folle                                                    |                              |                                                              | |
| Bataille de Saint-Aubin-du-Cormier                              | 28 juillet 1488              | Saint-Aubin-du-Cormier, Ille-et-Vilaine                      | Victoire décisive des Français sur les Bretons                                                        |
| Reconquista                                                     |                              |                                                              | |
| Siège de Grenade                                                | 1491 - 1492                  | Grenade, Espagne                                             | Victoire des Espagnols sur le Royaume de Grenade                                                      |

## Extrême-Orient

### Chine et Asie du Sud-Est
| Bataille                          | Date(s)            | Lieu                                     | Résumé                                                   |
| --------------------------------- | ------------------ | ---------------------------------------- | -------------------------------------------------------- |
| ?                                 |                    |                                          |                                                          |
| Bataille de Talas                 | juillet 751        | sur les rives du Talas, Kirghizistan     | Victoire des Abbassides sur les Tang                     |
| Guerre d'indépendance du Viêt Nam |                    |                                          |                                                          |
| Bataille du Bạch Đằng             | 938                | près de la Baie de Hạ Long, Viêt Nam     | Victoire navale décisive des Vietnamiens sur les Chinois |
| Invasions mongoles                |                    |                                          |                                                          |
| Bataille de Huan-erh-tsui         | août 1211          | Zhangjiakou, Hebei                       | Victoire décisive des Mongols sur les Jin                |
| Bataille de Ngasaunggyan          | 1277               | dans le Yunnan, Chine                    | Victoire des Mongols sur le Royaume de Pagan             |
| Bataille de Yamen                 | 19 mars 1279       | au large des côtes du district de Xinhui | Victoire navale décisive des Mongols sur les Song        |
| Bataille de Bhamo                 | 1283               | Bhamo, Birmanie                          | Victoire des Mongols sur le Royaume de Pagan             |
| Bataille de Pagan                 | 1287               | Bagan, Birmanie                          | Victoire des Mongols sur le Royaume de Pagan             |
| Bataille du Bạch Đằng             | 9 avril 1288       | près de la Baie de Hạ Long, Viêt Nam     | Victoire navale décisive des Vietnamiens sur les Mongols |
| Bataille de la forteresse de Tumu | 1er septembre 1449 | District de Xuanhua                      | Victoire décisive des Mongols sur les Ming               |

### Corée
| Bataille                     | Date(s)       | Lieu                                           | Résumé                                                                             |
| ---------------------------- | ------------- | ---------------------------------------------- | ---------------------------------------------------------------------------------- |
| Guerres Koguryŏ-Sui          |               |                                                |                                                                                    |
| Bataille de Salsu            | 612           | sur les bords de la Ch'ongch'on, Corée du Nord | Victoire décisive du Royaume de Koguryŏ sur les Sui                                |
| Guerre entre Silla et Baekje |               |                                                |                                                                                    |
| Bataille de Hwangsanbeol     | 9 juillet 660 | Nonsan, Corée du Sud                           | Victoire décisive du Royaume de Silla sur le Royaume de Paekche                    |
| Bataille de Baekang          | août 663      | sur le fleuve Geum, sud-ouest de la Corée      | Victoire des Tang et du Royaume de Silla sur les Japonais et le Royaume de Paekche |
| Invasion des Khitans         |               |                                                |                                                                                    |
| Bataille de Kuju             | 1018          | Kusong, Pyongan du Nord (Corée du Nord)        | Victoire décisive du Royaume de Goryeo sur les Liao                                |
| Invasions mongoles           |               |                                                |                                                                                    |
| Bataille d'Anbuk-bu          | 1231          | en Corée                                       | Victoire des Mongols sur le Royaume de Goryeo                                      |

### Inde
| Bataille                | Date(s)          | Lieu                                               | Résumé                                                         |
| ----------------------- | ---------------- | -------------------------------------------------- | -------------------------------------------------------------- |
| ?                       |                  |                                                    |                                                                |
| Bataille de Tarâin      | 1191             | Tarâin, dans l'État d'Haryana                      | Victoire des Rajput sur les Ghorides                           |
| Bataille de Tarâin      | 1192             | Tarâin, dans l'État d'Haryana                      | Victoire décisive des Ghorides sur les Rajput                  |
| Campagnes de Tamerlan   |                  |                                                    |                                                                |
| Bataille de Panipat     | 17 décembre 1398 | sur les rives de la Yamunâ, entre Panipat et Delhi | Victoire des Timourides sur le Sultanat de Delhi               |
| Bataille de Bhokar Heru | janvier 1399     | Bhokarhedi, Uttar Pradesh (Inde)                   | Bataille indécise entre les Timourides et le Sultanat de Delhi |

### Japon
| Bataille                        | Date(s)           | Lieu                                                   | Résumé                                                                    |
| ------------------------------- | ----------------- | ------------------------------------------------------ | ------------------------------------------------------------------------- |
| Rébellion de Hōgen              |                   |                                                        |                                                                           |
| Siège du Shirakawa-den          | 11 juillet 1156   | Palais de Shirakawa, Kyōto                             | Victoire des partisans de Go-Shirakawa sur ceux de Sutoku                 |
| Guerre de Gempei                |                   |                                                        |                                                                           |
| Première bataille d'Uji         | 23 juin 1180      | Uji, sud de Kyōto                                      | Victoire des Taira sur les Minamoto                                       |
| Siège de Nara                   | été 1180          | Nara                                                   | Victoire des Taira sur les Moines guerriers                               |
| Bataille d'Ishibashiyama        | 14 septembre 1180 | Ishibashiyama, près du Mont Fuji                       | Victoire des Taira sur les Minamoto                                       |
| Bataille de Sunomata            | 25 avril 1181     | Sunomatagawa, Province d'Owari                         | Victoire des Taira sur les Minamoto                                       |
| Bataille de Yahagigawa          | printemps 1181    | Yahagigawa, Province d'Owari                           | Victoire tactique des Taira sur les Minamoto                              |
| Siège de Hiuchi                 | avril-mai 1183    | Hiuchiyama, Province d'Echizen                         | Victoire des Taira sur les Minamoto                                       |
| Bataille de Kurikara            | 2 juin 1183       | col de Kurikara, Province d'Etchū                      | Victoire décisive des Minamoto sur les Taira                              |
| Bataille de Shinohara           | été 1183          | Shinohara, Province de Kaga                            | Victoire des Minamoto sur les Taira                                       |
| Bataille de Mizushima           | 17 novembre 1183  | Mizushima, Province de Bitchū                          | Victoire des Taira sur les Minamoto                                       |
| Siège de Fukuryūji              | 1183              | Fukuryūji, Préfecture d'Okayama                        | Victoire des Minamoto sur les Taira                                       |
| Bataille de Muroyama            | hiver 1183        | Muroyama, Province de Harima                           | Victoire des Taira sur les Minamoto                                       |
| Siège du Hōjūjidono             | 1184              | Palais du Hōjū-ji, Kyōto                               | Victoire de Minamoto no Yoshinaka sur les Taira et des Moines guerriers   |
| Deuxième bataille d'Uji         | 19 février 1184   | Uji, sud de Kyōto                                      | Victoire de Minamoto no Yoshitsune sur Minamoto no Yoshinaka              |
| Bataille d'Awazu                | 21 février 1184   | Awazu, Province d'Ōmi                                  | Victoire de Minamoto no Yoshitsune sur Minamoto no Yoshinaka              |
| Bataille d'Ichi-no-Tani         | 18 mars 1184      | Ichi-no-Tani, Province de Harima                       | Victoire des Minamoto sur les Taira                                       |
| Bataille de Kojima              | 26 octobre 1184   | Kojima, Province de Bizen                              | Victoire des Minamoto sur les Taira                                       |
| Bataille de Yashima             | 22 mars 1185      | au large de Takamatsu                                  | Victoire navale des Minamoto sur les Taira                                |
| Bataille de Dan-no-ura          | 25 avril 1185     | Dan-no-Ura, détroit de Kammon                          | Victoire navale décisive des Minamoto sur les Taira                       |
| Révolte de Jōkyū                |                   |                                                        |                                                                           |
| Bataille d'Uji                  | mai 1221          | Uji, sud de Kyōto                                      | Victoire du Shogunat de Kamakura sur l'empereur Go-Toba                   |
| Invasions mongoles du Japon     |                   |                                                        |                                                                           |
| Bataille de Bun'ei              | 19 novembre 1274  | Baie d'Hakata, près de Fukuoka, Île de Kyūshū          | Victoire des Japonais sur les Mongols                                     |
| Bataille de Kōan                | 15 août 1281      | Baie d'Hakata, près de Fukuoka, Île de Kyūshū          | Victoire décisive des Japonais sur les Mongols                            |
| Guerre de Genkō                 |                   |                                                        |                                                                           |
| Bataille de Bubaigawara         | 15-16 mai 1333    | Fuchū                                                  | Victoire des partisans de l'empereur Go-Daigo sur le Shogunat de Kamakura |
| Guerres de l'Époque Nanboku-chō |                   |                                                        |                                                                           |
| Bataille de Yahagigawa          | janvier 1336      | sur les rives de la Yahagi-gawa                        | Victoire des forces de l'empereur sur le clan Ashikaga                    |
| Bataille de Minatogawa          | 4 juillet 1336    | sur les bords de la rivière Minato, Province de Settsu | Victoire du Clan Ashikaga sur les forces de l'empereur                    |

## Amérique
| Bataille                   | Date(s) | Lieu         | Résumé                                      |
| -------------------------- | ------- | ------------ | ------------------------------------------- |
| Expansion de l'Empire inca |         |              |                                             |
| Première bataille de Cusco | 1438    | Cuzco, Pérou | Victoire des Chancas sur les Incas          |
| Bataille de Jaquixahuana   | 1438    | au Pérou     | Victoire des Incas sur les Chancas          |
| Bataille de Yahuar Pampa   | 1438    | au Pérou     | Victoire décisive des Incas sur les Chancas |